# ヤマハ
ヤマハ株式会社（英: YAMAHA CORPORATION）は、静岡県浜松市中央区に本社を置く、楽器や半導体、音響機器（オーディオ・ビジュアル）、スポーツ用品、自動車部品、ネットワーク機器の製造発売を手がける日本のメーカー。日経平均株価およびJPX日経インデックス400の構成銘柄の一つ。
1969年にピアノ生産台数で世界一となり、販売額ベースで現在でも世界首位である。ほかの楽器でも、ハーモニカやリコーダー、ピアニカといった学校教材用からエレクトリックギターやドラム、ヴァイオリン、チェロ、トランペット、サクソフォーンなど100種類以上もの楽器を生産する世界最大の総合楽器・音響メーカーである。
傘下にベーゼンドルファー、スタインバーグ、Line 6、アンペグ、NEXOなどの子会社を持っている。なお、オートバイや船外機、産業用ロボットなどを製造するヤマハ発動機（静岡県磐田市）は、当社の二輪部門が独立したものである。

## 会社概要
明治時代に創業して以来の事業であるピアノ製造をはじめとする伝統的な楽器事業で売上トップブランド。ピアノ生産量で世界シェア1位である。楽器はその品質の良さから、海外においても非常に知名度のあるブランドである。
1897年（明治30年）10月12日に日本楽器製造株式会社（日楽・ニチガク）として発足し、ヤマハ・YAMAHAのブランド名で展開した。創業90周年にあたる1987年（昭和62年）10月1日に社名をヤマハ株式会社に改称した。
1960年代からエレクトーン、電子ピアノなどの電子楽器を開発・製造しており、電子的な音源を開発してMIDIなどの規格で制定企業のひとつとなるなど、高い技術力を持つ。これらの電子機器の開発から得られた技術力を活かし、半導体等の電子部品、ルーターなどのネットワーク機器、オーディオ機器などの製造を行うAV・IT事業でも知られる。これらの楽器製造から派生した事業として、ピアノの木工加工、塗装などのノウハウを活かし、高級車用の木工パネル製造などの自動車部品事業を展開した。
AV・IT事業内のピュアオーディオ部門においては、ディーアンドエムホールディングス（日本コロムビア→デノン、日本マランツのオーディオ事業を承継）、ラックスマン、アキュフェーズなどと同様、デジタルオーディオ勃興期、Hi-Fiオーディオ衰退期を生き延びた数少ない日本の音響メーカーのブランドである。
一方、楽器・音楽の普及を目的とした音楽教室や楽譜・楽曲データ類の出版・ダウンロード販売、アーティストの発掘やそれに付随する音楽出版などの音楽関連事業、生活に彩りを与える事業として手がけられたリゾート施設などのレクリエーション事業、ゴルフクラブを製造するゴルフ・スポーツ用品事業などを本社および関連会社で行っている。
国内のアコースティックピアノにおけるシェアは約6割、河合楽器製作所が同4割で長らくこの比率は変わっていない。市場は1980年前後の約30万台をピークに縮小を続け、今や2万台を切るまでに縮小した。電子ピアノで世界シェアで5割と圧倒的な競争力を誇り、管楽器においても世界シェアで3割を占める。フルート、サクソフォン、トランペット、ホルンなど楽器ごとにそれぞれ競合メーカーは異なるが、ヤマハは特にトランペットに強く、近年は米国向けに引き合いが強いが、管楽器は検品など生産に時間を要すため需要を満たしていない。サクソフォンについても、ヘンリー・セルマー・パリや柳澤管楽器と並び称される世界三大メーカーである。
2017年（平成29年）11月7日にヤマハ発動機とヤマハは、産業用ロボットの遠隔管理システムパッケージを共同開発して2018年度内の発売を目指す と発表し、ヤマハ発動機はファクトリーオートメーションのIoTビジネスへ本格的に参入する。
二輪車製造大手のヤマハ発動機は1955年（昭和30年）に日本楽器の二輪製造部門が独立して設立されたものである。2017年（平成29年）時点においてはブランド名を共通とする関連会社である。

## 社章・商標・ロゴマーク
ヤマハの前身である日本楽器製造株式会社が設立した翌年の1898年（明治31年）、社章として「3本の音叉を交叉させたマーク」（音叉マーク）が定められた。3本の音叉には次の意味が込められている。
- 「技術」、「製造」、「販売」の3部門の強い協力体制
- 音叉に象徴される、音および音楽を中心に世界（外円）にのびゆくたくましい生命力
- 音楽の基本である「メロディー」「ハーモニー」「リズム」の調和

社章の制定と同時に、商標として「音叉をくわえた鳳凰」が定められた。以後、企業の成長とともにこの音叉マークもさまざまな形を経て、1967年（昭和42年）に統一された。この音叉マークの統一にあわせ、音叉マークとヤマハロゴを組み合わせた「ヤマハロゴマーク」が制定された（ロゴタイプは大文字英字で「YAMAHA」）。現在使われているロゴマークは2016年（平成28年）にマイナーチェンジされたもので、外円と音叉が白地に黒で表現される1種類のみが使用されている。これ以前までには、デザイン自体は現在と同じであるものの、「白地に黒」と黒地に白抜きの2種類があり、おもに使用する「標準型」と、補助的に用いるもの（「裏図形」や「特殊型」の呼称）として定められており、年代によって両者を入れ替えて使用されていた。直近では1998年（平成10年）に、外円と音叉が黒地に白抜きで表現されるものを「標準形」、現在のもの（外円と音叉が白地に黒で表現されるもの）を「特殊形」とする2種類を制定し使用されていた。日本楽器製造の時代はヤマハ発動機と共通のカタカナ表記の「ヤマハ」ロゴも使われたが、日本企業各社でコーポレートアイデンティティが盛んであった1987年（昭和62年）の社名改称時にカタカナロゴは廃止された。

### ヤマハ発動機との違い
1955年（昭和30年）に日本楽器製造から二輪車製造部門が独立・分離する形でヤマハ発動機株式会社が設立された。それ以降、現在においてもヤマハとヤマハ発動機は関連会社とはいえ完全に別会社であるが、音叉マークやロゴマークはヤマハ発動機設立当時に日本楽器製造から引き継がれ、現在も使用している。見た目はほぼ同じ図案であるが、両者は細部に下記の違いがある。
| 異なる点           | ヤマハ                                                | ヤマハ発動機                         |
| ------------------ | ----------------------------------------------------- | ------------------------------------ |
|                    |                                                       |                                      |
| 音叉マーク         | 音叉の先端が外円の内側に収まる                        | 音叉の先端が外円に重なる             |
| 「YAMAHA」ロゴ     | "M"の文字の中央部分が下（ベースライン）に付いていない | "M"の文字の中央部分が下に付いている  |
| 「YAMAHA」ロゴ     | 各アルファベットの文字の形が極く僅かだが左右非対称    | 各アルファベットの文字の形が左右対称 |
| コーポレートカラー | バイオレット（薄紫色■）                               | 赤色■                                |

## 沿革

### 創業
ヤマハの源流は1887年（明治20年）、山葉寅楠が浜松尋常小学校（後の浜松市立元城小学校、現在は閉校）でオルガンを修理したことがきっかけである。1888年（明治21年）に浜松で日本最初の本格的オルガンの製造に成功した。2番目のオルガン試作品が東京音楽学校で認められると、共益商社書店（東京・京橋区竹川町）の白井錬一、大阪開成館（現・三木楽器）の三木佐助の両者と販売契約を結んだ。
寅楠は1889年（明治22年）に合資会社山葉風琴製造所を設立（「風琴」ふうきん）。1891年（明治24年）に出資引き揚げによりいったんは会社を解散するが、河合喜三郎と共同で山葉楽器製造所を設立した。1897年（明治30年）10月に日本楽器製造株式会社に改組した。当時の資本金は10万円であった。
1903年（明治36年）に共益商社楽器店代表の白井銈造（白井錬一の婿養子、長女・直の夫）が亡くなったのをきっかけに、寅楠は共益商社が持つ東日本での直売権の取得を画策した。当初は合併を目指したが共益商社に拒否されたために、1910年（明治43年）に共益商社楽器店を買収し、自社の東京支店（現・ヤマハ銀座店）とした。
1916年（大正5年）の寅楠の死後は2代目社長に天野千代丸が就任し、ピアノ製造は一族の山葉直吉 らがあたった。1921年（大正10年）に帝国陸軍の要請により、軍用航空機の木製プロペラの製造を、1931年に金属製プロペラの製造を開始した。同年8月に西川楽器（西川オルガン）を合併。西川オルガンは1890年（明治23年）の第3回内国勧業博覧会でもヤマハに次ぐ2等賞を得るなど評価が高く、合併後も「Nishikawa」のブランドで製造が続けられていた。この1921年（大正10年）に家具の製作を開始する。1922年（大正11年）にそれまで西日本での販売契約を結んでいた大阪開成館に対抗する形で大阪支店を開設した。

### 日本楽器争議
1926年4月に大規模な労働争議が発生する。浜松合同労働組合に属する同社従業員は、解雇手当・残業手当制度など待遇改善の要求を拒否されてストに入った。社外の労働運動家が多く加わり105日間のストライキが実行され、会社役員宅が爆破されるなどの暴力的な騒動となる。会社側は警察や右翼団体を使ってこれに対抗し、解雇者350名を出して８月に結着した。争議の責任から翌1927年（昭和2年）に天野が辞任し、住友電線の取締役であった川上嘉市が3代目社長に就任した。1930年（昭和5年）に釧路工場を大日本人造肥料へ売却し負債を整理し、嘉市は住友財閥の支援も受け、経営の合理化と技術革新でヤマハの再建を果たしたと評されるが、のちに「非オーナーでありながら経営者を世襲」して川上親子が経営を続ける。
経営の好転後、1935年（昭和10年）にヤマハ初の電気楽器「マグナオルガン」を製作し、1937年（昭和12年）に管楽器製造をする日本管楽器株式会社の経営を援助し、嘉市が監査役となるなど実質的にグループ化して総合楽器製造企業へ成長しつつあった。
しかし時勢は戦時の雰囲気を強めつつあり、1938年（昭和13年）に陸軍管理下の軍需工場となり、金属プロペラおよび木製プロペラ（小型練習機用）の生産を行い大工場になる。太平洋戦争中には一式戦闘機「隼」や一〇〇式司令部偵察機など、多くの陸軍機のプロペラを生産した。1944年（昭和19年）11月に楽器類の生産は完全休止し、1945年7月にイギリスの戦艦キング・ジョージ5世の艦砲射撃で浜松の工場が全壊するなどの被害を受け（浜松空襲）、終戦を迎えた。

### 多角化経営へ
終戦2か月後の1945年（昭和20年）10月にハーモニカ、シロフォンの製造を再開し、1947年（昭和22年）4月にピアノの製造を再開した。1949年（昭和24年）5月に東京証券取引所第1部に上場する。
1950年（昭和25年）に嘉市の息子である川上源一が38歳で第4代社長に就任する。源一は伝統の楽器事業を充実させ、社有の技術を応用して経営の多角化を図り、戦後の経済復興とともに音楽を手始めに生活に彩りを加えることを目指した。源一のかけ声は「日本にエピキュロス を」であった。

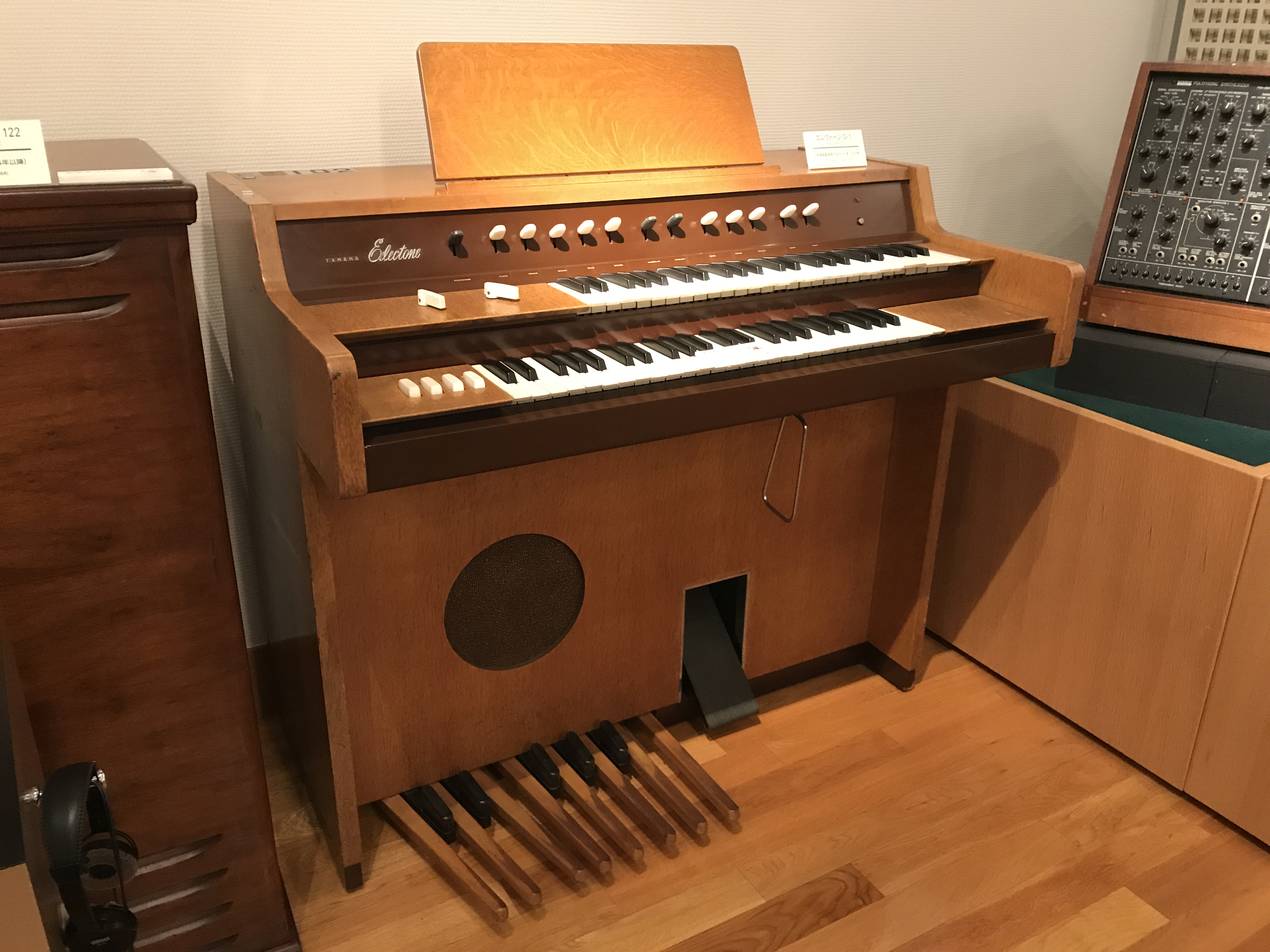
浜松市楽器博物館で展示されているYAMAHA Electone D-1

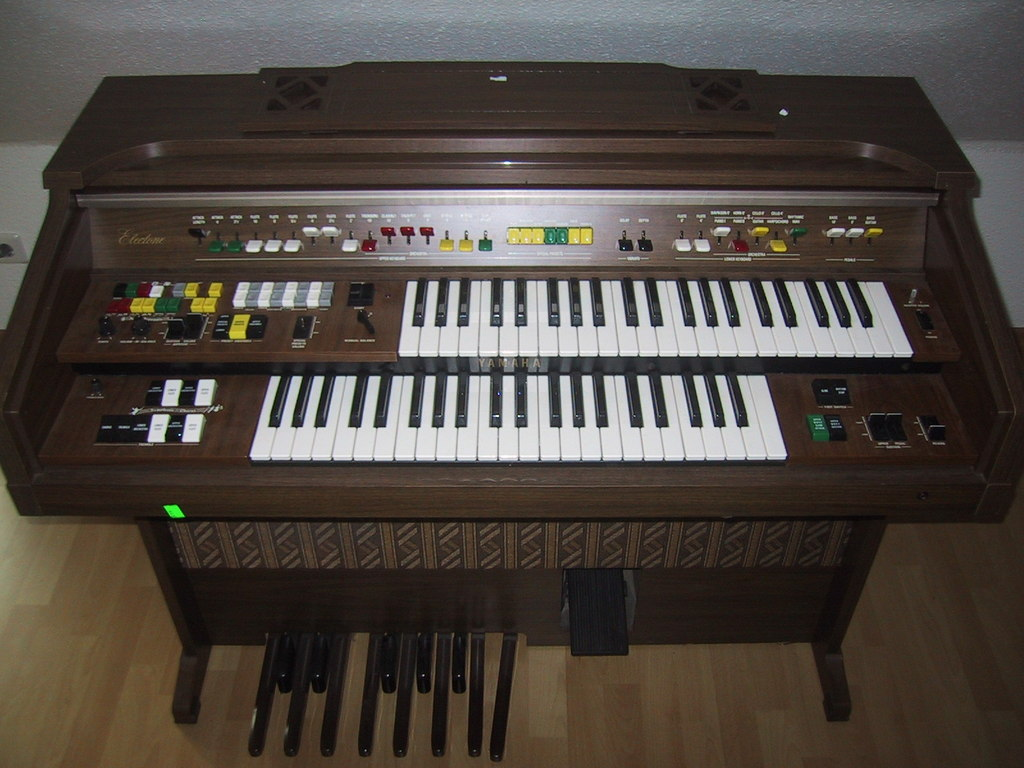
エレクトーンC-35

日本の狭い住宅環境で鍵盤楽器を親しむことを目指し、製品・サービスを開発した。1954年、ヤマハ銀座ビルで実験的な音楽教室を開始。1956年にはその名称を「ヤマハオルガン教室」に変更、さらに1959年「ヤマハ音楽教室」に名称変更した。同じく1959年（昭和34年）、12月にはエレクトーンD-1を発売した。ピアノ、エレクトーンの販売のために割賦会社のヤマハクレジットを設立する。1965年（昭和40年）に管楽器、打楽器の製造を開始する。1966年（昭和41年）に財団法人ヤマハ音楽振興会を発足し、1967年（昭和42年）に第1回全日本LMC（ライトミュージックコンテスト）、1969年（昭和44年）11月に第1回作曲コンクール（のちのポプコン/POPCON）を開催するなど、手軽に購入できる楽器と音楽教室、コンクール開催で『趣味としての音楽演奏』の普及を図った。1960年代はグランドピアノから管楽器、打楽器、弦楽器まで幅広く製造する総合楽器メーカーとしての基礎を固め、1968年（昭和43年）11月にピアノ・弦楽器製造の天竜楽器を、1970年（昭和45年）5月に日本管楽器を吸収合併する。

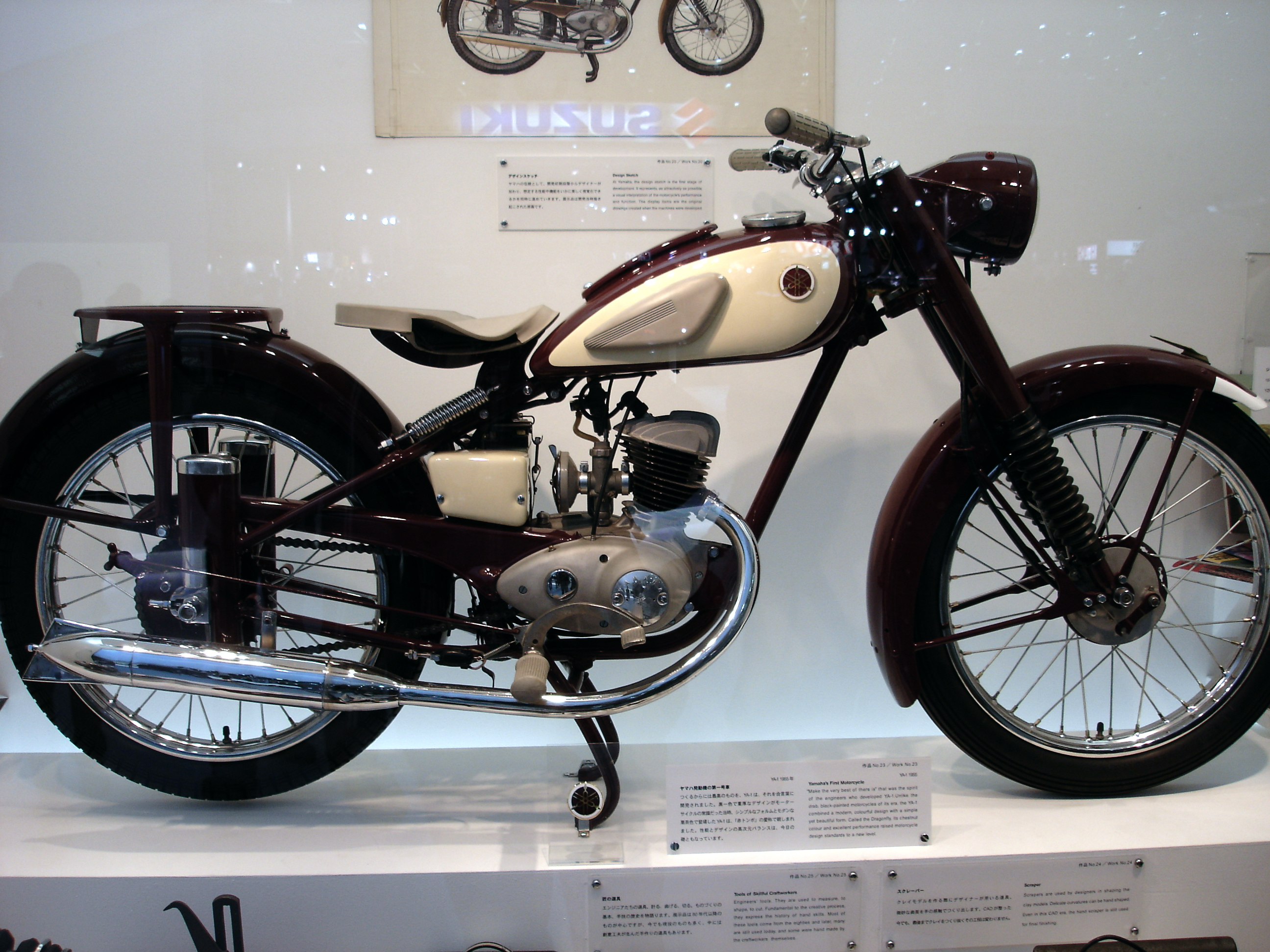
YA-1

楽器以外の分野で1954年（昭和29年）にヤマハ・YA-1（愛称は赤トンボ）の製造を開始し、1955年（昭和30年）7月に二輪車部門を独立しヤマハ発動機株式会社とした。初のスポーツ用品であるアーチェリーは1959年（昭和34年）に開発する。アーチェリーの素材であるFRPの開発が、1961年（昭和36年）のスキー板、住宅用浴槽の発売につながる。1975年（昭和50年）に高級家具の製造を開始する。
1964年（昭和39年）に鳥羽国際ホテルをオープンしリゾート事業に参入する。以降1967年（昭和42年）に三重県志摩市に合歓の郷、1974年（昭和49年）に静岡県掛川市に「つま恋」、1978年（昭和53年）に袋井市に大正モダン風の「葛城北の丸」、1979年（昭和54年）に沖縄県竹富町小浜島に「はいむるぶし」をそれぞれ開業した。
余暇産業へ多角化を図る源一の経営方針は、1960年代から1970年代の日本の行楽・観光市場拡大と合致して業績が成長した。浜松のスズキの鈴木修が昭和30年代の新入社員時代に、飲み屋で「つけといてくれ。スズキの社員だ」と言うと「日本楽器（製造）さんならいいけど」、と応えられるほどに浜松でヤマハの評判は大きくなった。源一は「ヤマハ中興の祖」と言われたが強い性格と強引な経営傾向も指摘された。1977年（昭和52年）1月に「足元の明るいうちにグッドバイ」と第5代社長を河島博に譲るが、意見の対立から1980年（昭和55年）6月に第6代社長に復帰している。

### ハイテク企業への成長

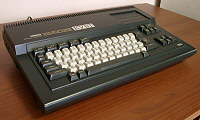
MSXパソコン YIS503II

エレクトーンの核となるトランジスタを日本電気と共同開発して得た技術が発展して、1971年（昭和46年）にはIC工場を建設。ICや、やがてはLSIの開発製造と、音楽ミキサーやエレクトーン、電子ピアノなどの電子楽器への応用をはじめ、その他の機器へも進出した。1981年（昭和56年）にローランドなど5社共同でMIDI規格をまとめる。MIDI規格は、準拠した入出力を備えた1983年（昭和58年）5月に発売されたデジタルシンセサイザーDX7が「バンドブーム」 と重なりヒット商品となったほか、その後も業界標準として定着し今日に至っている。
1983年（昭和58年）10月にMSX規格のパソコンを発売する。1985年（昭和60年）のMSX2規格、1988年（昭和63年）のMSX2+規格、1990年（平成2年）のMSXturboR規格でヤマハの開発したVDPやFM音源が採用される。turboRのパソコンは開発しなかったなど、ヤマハはMSXからは距離を取ったものの、その後の多種多様なパーソナルコンピューターの音源カード類や一部ではゲーム専用機など「音源チップのヤマハ」は定番となった。その後、パーソナルコンピューターのCPUの性能が向上し、各種処理がハードウェアにオフロードされなくなったあとは、パーソナルコンピューター向け音源チップの存在感は薄くなったものの、2000年前後の高機能携帯電話への搭載チップをはじめ、2018年現在も各種の組み込み機器などで使われている。
1984年（昭和59年）にハードディスクに用いる薄膜磁気ヘッドの開発を開始し、ハードディスクの普及にともない急成長した。

### 混迷・低迷から再構築へ
源一は1983年（昭和58年）に長男の川上浩を第7代社長に指名して自らは会長に就いたものの、取締役会の招集権限は会長が有するなど院政の傾向があった。源一はのちに社長となる上島清介を社長に推すが、上島は固辞した。源一は「浩が（甲斐武田氏が滅亡した）武田勝頼になりはしないか。身内として非常に心配だ」と浩の社長就任の際に語った。
浩は社長就任後に組織を21の事業部制に変更する。創業90周年を迎えた1987年（昭和62年）に山葉寅楠のオルガン修理から100周年を記念し、商号を日本楽器製造株式会社（ニチガク）から商標で知名度が高いヤマハ株式会社へ変更した。
伝統的な楽器事業のピアノは1980年（昭和55年）、エレクトーンは1981年（昭和56年）にそれぞれの出荷台数がピークを迎えて以降は減少傾向が続いた。新規事業を育むためにAV機器事業で従来の高級機から普及機への進出を図るなどしたが結果は残せなかった。半導体・電子部品事業も競争は激しく、楽器事業の余剰人員を吸収することはできなかった。1980年代後半はバブル期であるが社内要因から経営が振るわぬ一方で、「キロロリゾート」の開発に着手した。
1991年（平成3年）に実施された希望退職制度の「転進ライフプラン援助制度」へ従業員の6%にあたる724名が応募し、会社側が予想する以上の人材流出を招いた。しかし、これに対し、浩は「停滞感のある職場から、どこか活気ある職場に移りたい従業員にはそういう機会を与えた」 とコメントし、1991年（平成3年）10月には中堅社員の96%が経営に危機感をもち、半数がモラール低下を感じていた。
1992年（平成4年）2月に労働組合が浩へ「出処進退申入書」を提出して浩は社長退任を表明し、副社長だった上島清介が第8代社長に就く。川上家の経営からの退場はヤマハ音楽振興会などを巻き込み1年後まで混乱が続く。
上島は社内組織を再構築するとともに、半導体・電子部品事業によって経営を立て直しを図る。折しもバブル崩壊による景気の後退が始まっており、リゾート事業の不振に加えて、音源チップが主力であった半導体も需要が急変するなど難しい舵取りとなった。
半導体はその後ゲーム機や通信カラオケ機器に搭載 されるなどし、電子部品は1995年（平成7年）にハードディスク用薄膜ヘッドの世界シェアは25% となるなど成果を得ていたが、不安定な需要変動から安定した利益を得ることは難しかった。1997年（平成9年）6月に第9代社長に半導体・電子部品事業出身の石村和清が就任する。長野オリンピック開催間際にスキー板・用品およびテニスラケットの製造とスキー実業団「ヤマハスキーチーム」を担っていたスポーツ事業部を廃止し、電子部品分野の事業強化を図ったが、1998年（平成10年）に増設した半導体工場をわずか1年後の1999年（平成11年）にロームに売却する。同年3月期は上場以来初の営業赤字に転落した。この不振からの脱出のため、2000年（平成12年）に稼ぎ頭だった磁気ヘッド製造事業も売却した。
レクリエーション事業は1993年（平成5年）に全面開業した「キロロリゾート」の会員制ゴルフ場・会員制リゾートホテルの会員権販売が不振に陥り、1995年（平成7年）にヤマハ北海道リゾート開発を解散し149億円の負債を整理するとともに支援を継続。2002年（平成14年）3月31日にレクリエーション施設を管掌していたヤマハリゾート（旧社）を吸収合併し、不動産評価損で生じた129億円の債務超過をヤマハ本体が処理した。
2000年（平成12年）3月にヤマハ発動機の株式5%をトヨタ自動車に売却し、ヤマハ発動機の間接的買収防衛策として2007年5月にヤマハ発動機株式の7.8%を三井物産などに売却するとともに、ヤマハ発動機も2008年（平成20年）3月下旬までに市場を通じてヤマハ株式5%を取得して両者で持ち合い関係を確立させることとした。
これらの事業の再構築が功を奏し、2002年（平成14年）以降は業績が回復。特に2004年（平成16年）以降は携帯電話の着メロ用の半導体の需要が堅調である。日本国内は着うたへ移行しているが、中国などの成長市場においてはヤマハ製の音源チップ内蔵の携帯電話の需要が継続した。
2000年（平成12年）4月に就任した第10代社長の伊藤修二は、今後の経営方針のキーワードを『音楽のヤマハ』『大人市場』『中国』としている。楽器レンタル、楽譜のオンライン販売、大人向け音楽教室の展開などにより大人の音楽市場をさらに開拓するとした。中国をはじめとするアジアの成長市場においてもピアノ市場は年間販売台数が15万台から20万台と見込まれており、2004年（平成16年）10月から杭州での現地生産を開始した。2005年（平成17年）10月に上海で音楽教室を開始する。2005年（平成17年）にドイツの音楽ソフトウェア会社であるスタインバーグを買収し、2008年（平成20年）にオーストリアの老舗ピアノメーカーであるベーゼンドルファーを傘下に収める。2009年にはイギリスのピアノメーカーであるケンブルを完全子会社化し、ピアノ生産をアジアに移転した。これによりイギリスでのピアノ生産に幕が下ろされた。
2009年（平成21年）3月期決算においては、世界金融危機を起因とした消費萎縮により大幅減益となり、連結での最終損失が206億円に膨れ上がった。このため、国内の楽器製造工場を集約化（日本管楽器の流れをくむ埼玉工場を閉鎖し、豊岡工場へ移転させるなど）させ、マグネシウム部品事業と住宅設備部門を売却により事業撤退するリストラを決定。住宅設備部門子会社のヤマハリビングテックは2010年（平成22年）3月中に株式持分85.1%が日本産業パートナーズと外資系投資ファンド3社に譲渡し、2013年（平成23年）10月1日にMBOによりヤマハグループから離脱し、トクラスに変更した。
2014年（平成26年）4月1日、会社分割により国内における楽器・音響機器の生産事業を子会社3社に承継した。この子会社3社は、2017年（平成29年）4月1日までに順次合併し、2019年8月現在、株式会社ヤマハミュージックマニュファクチュアリングとなっている。
2018年（平成30年）1月17日の年頭記者会見で、欧州などで自動車への搭載義務化が進む緊急通報システムの機能を持つ車載通話モジュール（複合部品）を新たに開発し、車載関連機器市場に本格参入することを明らかにした。静岡新聞記事 ヤマハの製品は、複数のメーカーで採用の内定を得ているとのこと。
本社構内のイノベーションセンター1階に2018年7月3日、歴代製品などを展示した企業ミュージアム「イノベーションロード」を開設した。見学は予約制。

### 2020年代以降
2025年、アメリカ合衆国の第2次トランプ政権は、中国からの輸入品に対する関税を大幅に引き上げた（詳細は米中貿易戦争を参照）。ヤマハは中国でアメリカ向けに電子楽器や管楽器、ギターなどの生産を行っていたが対米輸出が事実上できなくなった。関税措置の影響に対策を講じなかった場合、2026年3月期は事業利益段階で140億円減少すると試算されたため、生産体制の変更を余儀なくされた。

## 歴代社長
日本楽器製造
- 山葉寅楠：1897年 - 1916年
- 天野千代丸：1917年1月 - 1927年4月
- 川上嘉市：1927年5月 - 1950年9月
- 川上源一：1950年9月 - 1977年1月
- 河島博：1977年1月 - 1980年6月
- 川上源一：1980年6月 - 1983年8月
- 川上浩：1983年8月 - 1987年10月

ヤマハ
- 川上浩：1987年10月 - 1992年2月
- 上島清介：1992年2月 - 1997年6月
- 石村和清：1997年6月 - 2000年3月
- 伊藤修二：2000年4月 - 2007年
- 梅村充：2007年 - 2013年
- 中田卓也：2013年 - 2024年
- 山浦敦：2024年 - 現在

## 事業所
- 本社 - 静岡県浜松市中央区中沢町10番1号
- 首都圏事業所
  - 横浜オフィス - 神奈川県横浜市西区みなとみらい5丁目1番2号 横浜シンフォステージ ウエストタワー 5-8階
  - 渋谷オフィス - 東京都渋谷区桜丘町3番2号 渋谷サクラステージ SAKURAタワー 8階
- 大阪事業所 - 大阪府大阪市浪速区難波中1丁目13-17 ナンバ辻本ビル

## おもな工場
- 天竜工場（静岡県浜松市中央区） - 自動車用内装部品等の製造、ヤマハファインテック株式会社が運営。
- 掛川工場（静岡県掛川市） - グランドピアノ・アップライトピアノの製造、株式会社ヤマハミュージックマニュファクチュアリングが運営。
- 豊岡工場（静岡県磐田市） - 電子楽器・管楽器・音響機器の製造および研究開発、株式会社ヤマハミュージックマニュファクチュアリングが運営。
- 磐田工場（静岡県磐田市） - ピアノフレームの製造、株式会社ヤマハミュージックマニュファクチュアリングが運営。

## 主要な製品

### ピアノ

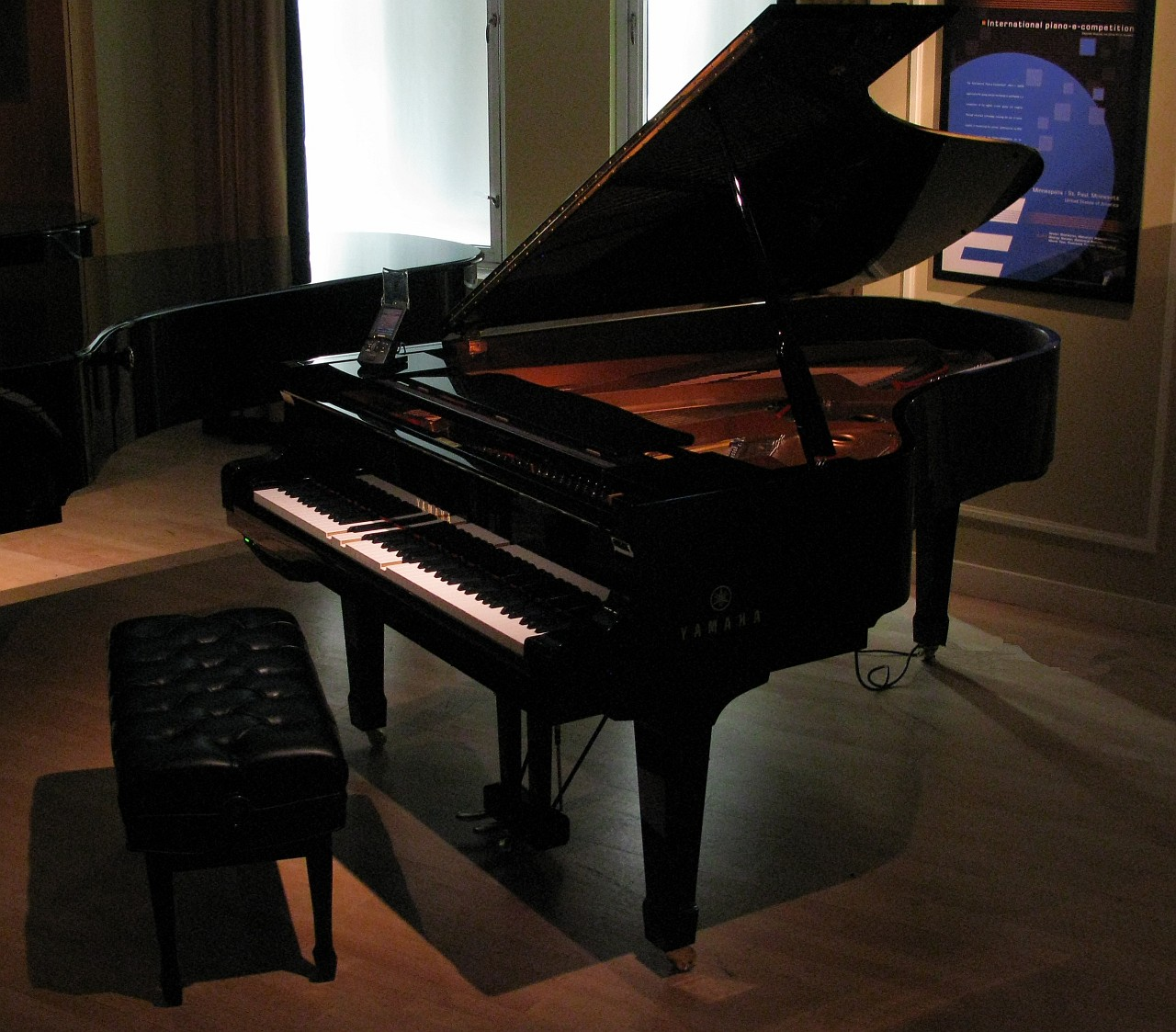
ヤマハ グランドピアノ

- ピアノ - グランドピアノ、アップライトピアノ、エレクトリックピアノ（電気ピアノ）、サイレントピアノ（電子ピアノ）

ヤマハのピアノは、1960年代以前から国内で高い認知度と市場占有率であったが、海外では認知されていなかった。ヤマハは第二次世界大戦前にベヒシュタインから技術導入したピアノ製造方法を踏襲し、海外で主流となったスタインウェイと音質や音量が異なっていたことによる。
1960年代中期より、グランドピアノの研究対象をベヒシュタインからスタインウェイ・アンド・サンズに変更し、大ホールでの使用に適する豊かな音量と煌びやかな高音を持つことを目的としたフルコンサートピアノFCシリーズを開発したが、十分な評価が得られなかった。
このため、スタインウェイピアノをさらに徹底的に研究するとともに、イタリアより技術者タローネを招聘し、材質・加工製造方法・精度・強度・剛性などを改良し、フルコンサートピアノCFシリーズを開発した。普及型グランドピアノも、放射状支柱、およびコレクターを後框および金属フレームに結合させ、アリコートを取り入れ、アクションをエルツ式としたCシリーズを投入した。現在では、CFシリーズ、SXシリーズ、CXシリーズのピアノが主に販売されている。
さらに、ピアノの調律・整調・整音技術の研修のために村上輝久、松山乾次らをアルトゥーロ・ベネデッティ・ミケランジェリやスヴャトスラフ・リヒテルのピアノ調律師として派遣し、コンサート前調律のノウハウや演奏家の要求を学び、コンサートチューナーとして信頼を得るとともに、その技術を国内にもフィードバックした。
数年後に多くの一流のピアニストにCFシリーズを紹介する機会が訪れ、欧米でもCFシリーズが次第に使われた。晩年のグレン・グールドがCFシリーズを愛用するなど優秀性が認知され、現在は国際的なピアノコンクールでスタインウェイに次いで多く使用されるピアノとなっている。2010年に新型フルコンサートピアノCFXを使用したユリアンナ・アヴデーエワが第16回ショパン国際コンクールで優勝した。
アップライトピアノについても、1970年代から研究対象をベヒシュタインからスタインウェイ、およびスタインウェイと同じ起源を持つドイツのグロトリアンとし、UXシリーズなどの高品質なピアノを生産した。
しかし、国内のピアノ需要は少子化、生活スタイルの変化、住宅問題や騒音問題などにより1980年代初頭の年産20万台をピークに減少を続け、現在は輸出が有力となっている。海外で精度や耐久性が優れたヤマハピアノの評価は高く、国内よりも高価格で流通し、国内で1970年代から1980年代に生産された多くの中古ヤマハピアノが輸出されている。
アコースティックに電子技術を結合して高度な自動演奏や通信を持つディスクラビアシリーズやDGPシリーズを出荷している。消音可能なサイレント仕様を多くのモデルに用意している。電子ピアノの分野でも、アコースティックピアノのアクションを電子ピアノに搭載したアバングランドシリーズやDGPシリーズを出荷している。そのデザイン力も高く評価されており、P-140シリーズは2005年のグッドデザイン賞を受賞している。
- オルガン
- チェレスタ

### 各種打楽器
- ティンパニ
- マリンバ
- シロフォン（木琴の一種）
- グロッケンシュピール（鉄琴の一種）

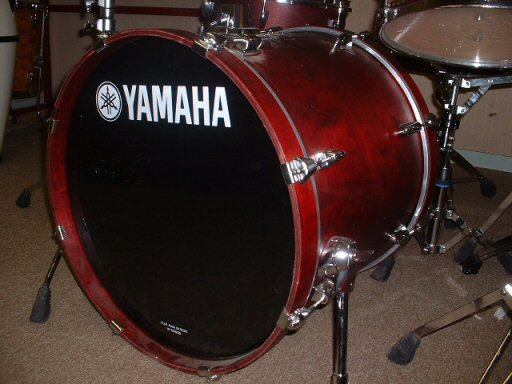
ドラムセット

- チューブラーベル（チャイム、コンサートチャイム）
- ヴィブラフォン
- バスドラム
- スネアドラム
- マーチングパーカッション各種
- ほか、関連商品（マレット、スタンドなど）
- ドラムセット関連楽器

### 電子楽器
- 電子オルガン
  - エレクトーン
  - D-DECK
  - YCシリーズ
- 電子ピアノ
  - Pシリーズ
  - CPシリーズ
  - CKシリーズ
  - クラビノーバ
- キーボード
  - ポータトーン
  - ポータサウンド

|                              |
| CS-80 (ポリフォニックシンセ) |
|                              |
|                              |
| DX7 (FMシンセ)               |
|                              |
|                              |
| MO6 (ワークステーション)     |

- シンセサイザー
  - DXシリーズ
  - Vシリーズ
  - EOSシリーズ
  - SYシリーズ
  - VL/VPシリーズ
  - QSシリーズ
  - Wシリーズ
  - CSシリーズ
  - ANシリーズ
  - EXシリーズ
  - Sシリーズ
  - MOTIFシリーズ
  - Refaceシリーズ
  - MONTAGEシリーズ
- 電子ドラム
  - DTXPLORER
  - DTXPRESSシリーズ
  - DTXTREMEシリーズ
- 電子エンターテイメント楽器
  - 光るギター（EZ-EG、EZ-AG）
  - 歌う!トランペット（EZ-TP）
  - ドレミマスター (EZ-J21、EZ-J22、EZ-J23)
  - デジタルパーカッション（DD-65）
  - ウインドコントローラー（WX5） – 下記のウインドシンセサイザー、WXシリーズを参照
  - TENORI-ON

- 音源モジュール
  - TXシリーズ
  - TGシリーズ
  - MUシリーズ
  - FS1R

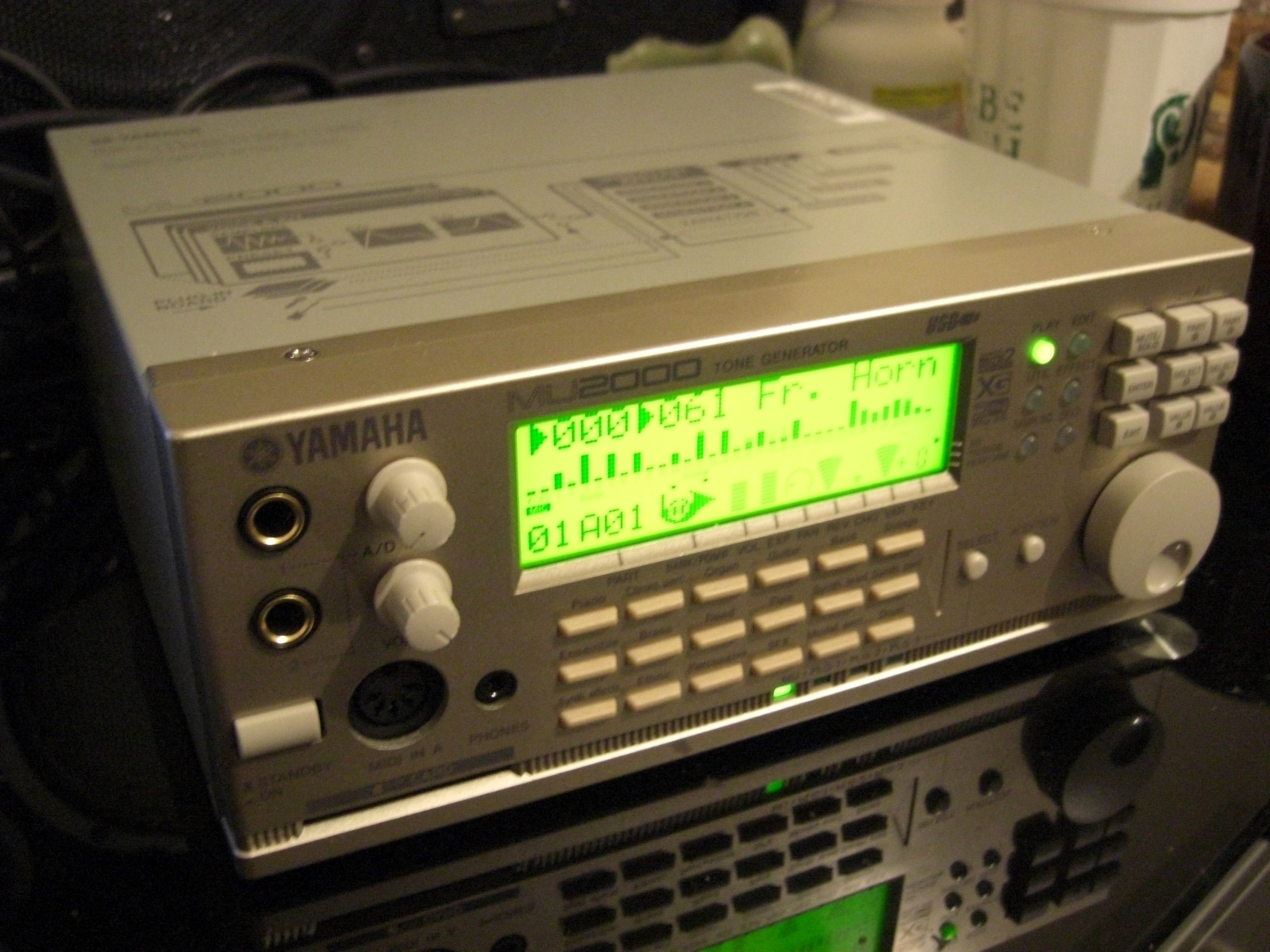
MU2000（XG音源）

  - MOTIF-RACK / MOTIF-RACK ES / MOTIF-RACK XS

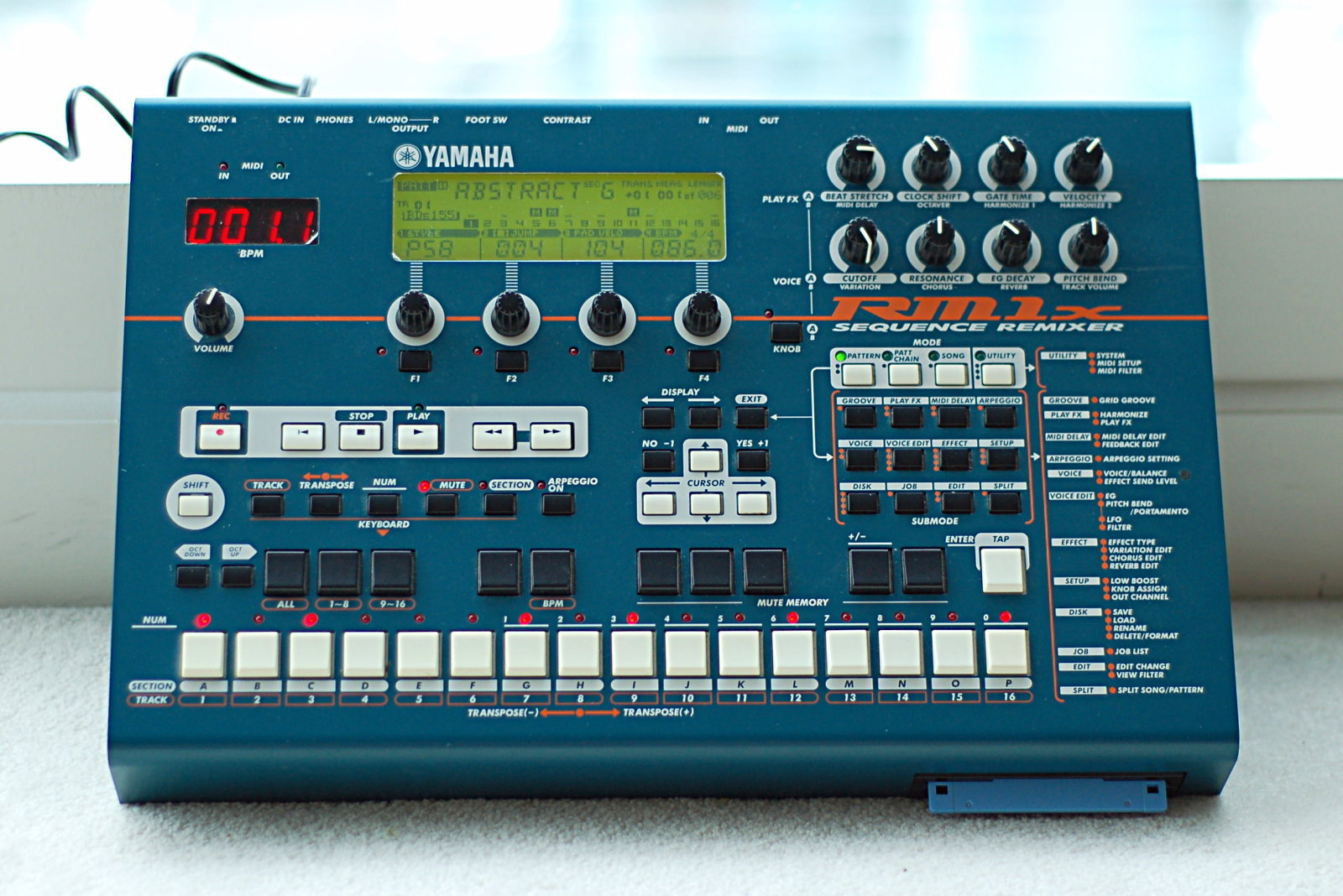
RM1x（グルーヴマシン）

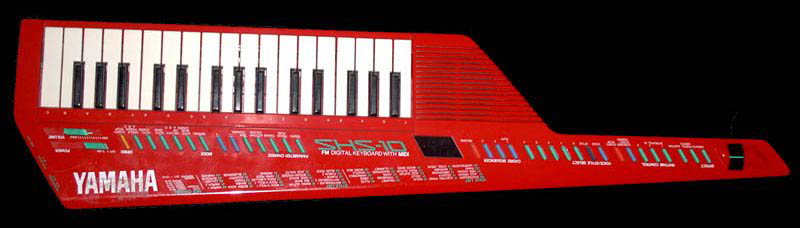
ショルキー

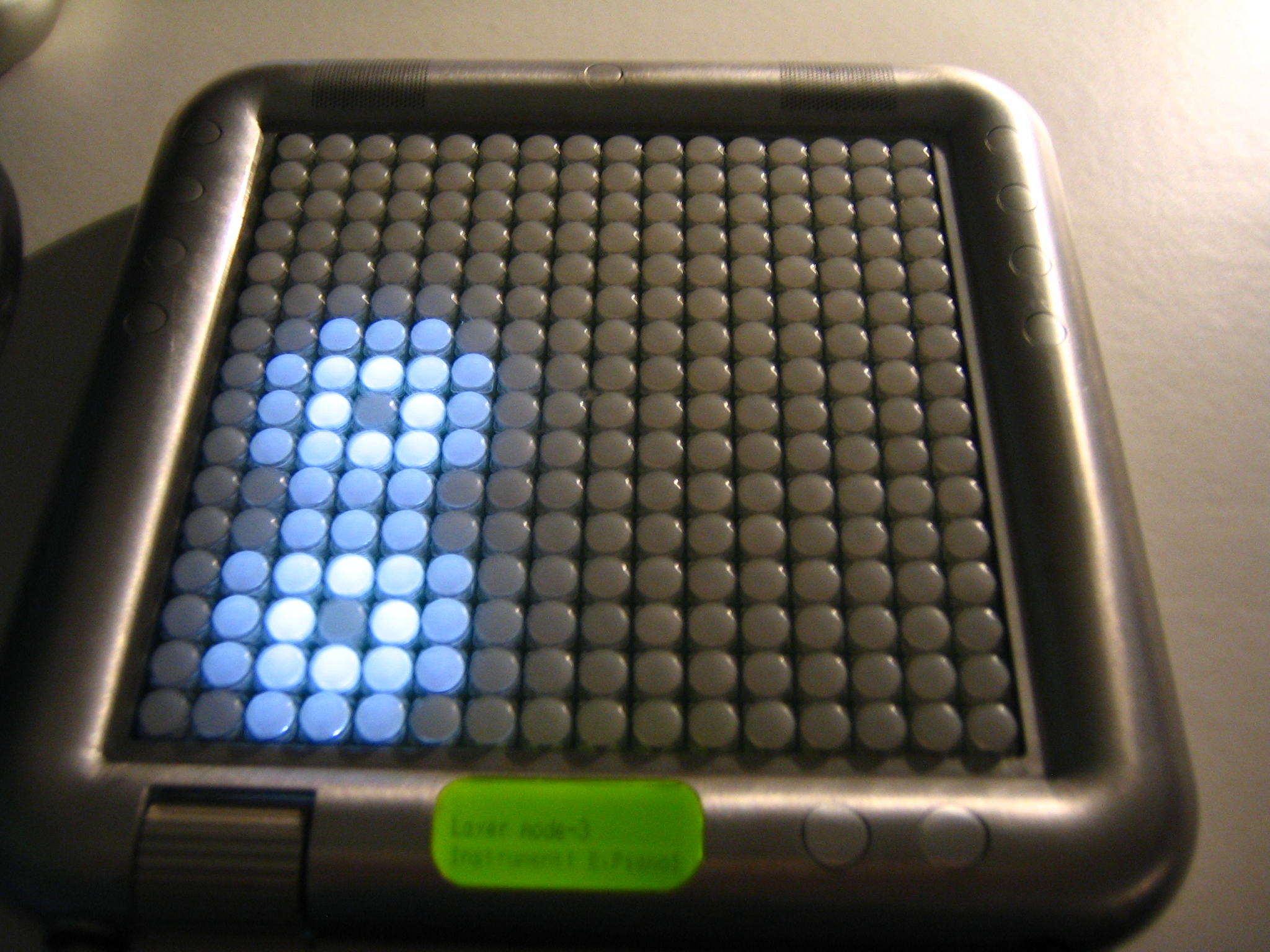
TENORI-ON

- シーケンサー
  - QXシリーズ
  - QYシリーズ

- リズムマシン
  - RYシリーズ
  - RXシリーズ
  - RM/RSシリーズ

- マスターキーボード
  - KXシリーズ
- ウインドシンセサイザー
  - WXシリーズ
- ギターシンセサイザー
  - Gシリーズ
- サンプラー
  - Aシリーズ
  - SUシリーズ

- 音楽ソフトウェア
  - XGworks
  - VOCALOID
- その他
  - Miburi
  - TENORI-ON

### 弦楽器
ヴァイオリン・ギター・ベースなど（サイレント楽器を含む）。
- ヴァイオリン
- ヴィオラ
- ヴィオリラ
- チェロ
- コントラバス
- クラシックギター
- アコースティックギター
  - Aシリーズ
  - APXシリーズ

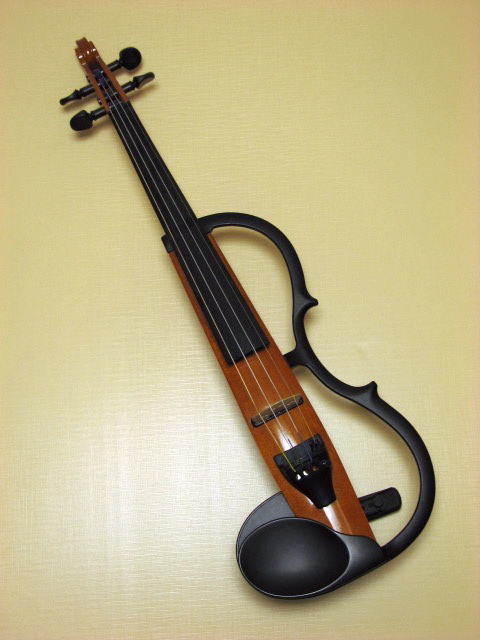
サイレント・バイオリン

  - CPXシリーズ（COMPASSシリーズも含み）
  - FGシリーズ
  - Lシリーズ

- エレクトリックギター
  - PACIFICAシリーズ
  - RSシリーズ
  - AESシリーズ

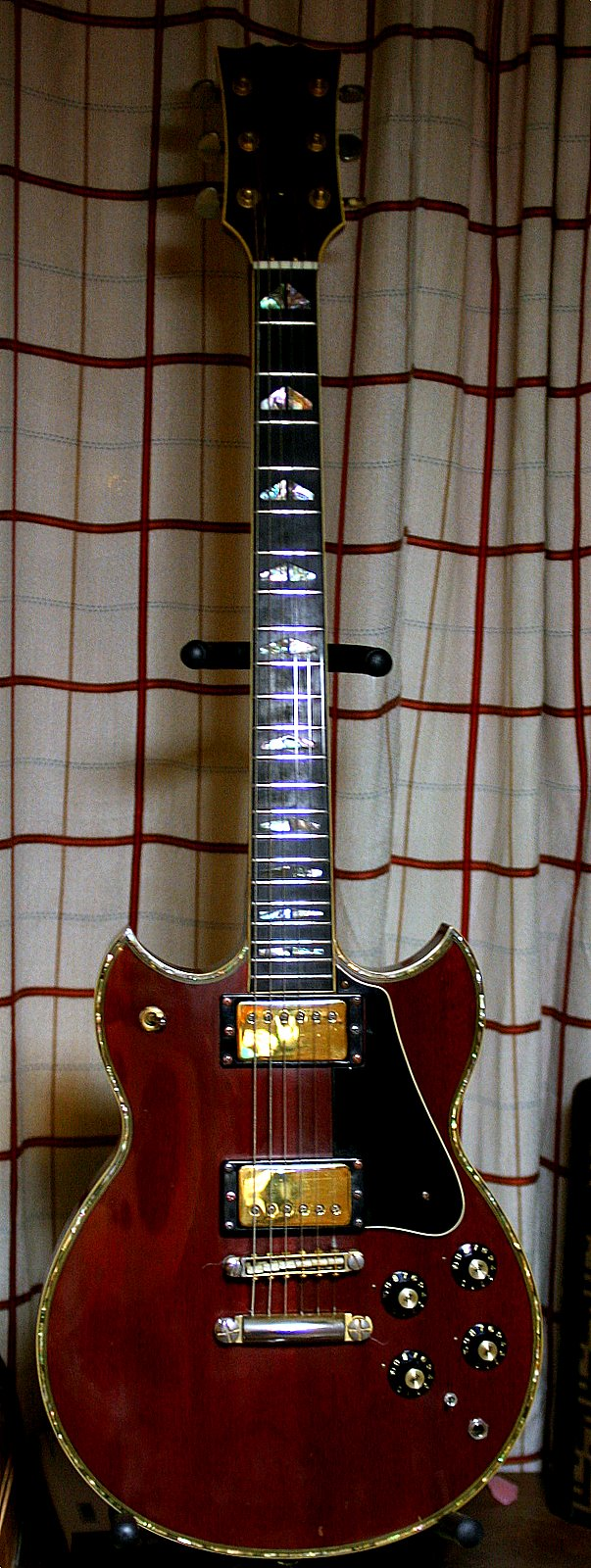
SGシリーズ

  - RGXシリーズ - かつてはジャクソンやアイバニーズ・RGに通じるストラト型コンポーネントスタイルのシリーズ（同様のシリーズでRGZシリーズも存在した）だったが、2000年ごろよりその路線をPACIFICAに吸収させ、6半音（増4度）下げ前提の"Drop 6"やRGXA2といった先鋭的なモデルに特化している。
  - ヤマハ・SG - 1966年に発売された初期型は1974年にモデルチェンジし30年以上生産されるが、2010年にフルモデルチェンジした。過去には高中正義、野呂一生らのシグネチャーモデルも存在した。
  - BJシリーズ - 寺内タケシとブルージーンズ独自モデル。
  - SXシリーズ
  - SFシリーズ - 後のSFXシリーズに展開してゆくモデルになる。
  - MGシリーズ - MG-M・MG-KEN - MG-Mは松本孝弘シグネチャーモデル（数種ある）、MG-KENはMG-Mベースに製作された北島健二シグネチャーモデル、KK-1は北島独自のシグネチャーモデルである。
  - YGシリーズ
- エレクトリックベース
  - BBシリーズ
  - LB・MB - MOTION BASSシリーズ。MBはミディアム・スケールモデル。
  - TRBシリーズ
  - RBXシリーズ
  - SBVシリーズ
  - RBS model 200

エレクトリックギターおよびエレクトリックベースはモデルライフが短いものが多く、定番となっているモデル以外は生産終了となるものが多い。近年は発売されている種類が大幅に整理されている。

### 管楽器
- 木管楽器
  - フルート
  - オーボエ
  - ファゴット
  - クラリネット
  - サクソフォーン
- 金管楽器
  - トランペット
  - コルネット
  - フリューゲルホルン
  - アルトホルン
  - ホルン
  - トロンボーン
  - バリトン
  - ユーフォニアム
  - チューバ
  - マーチングブラス

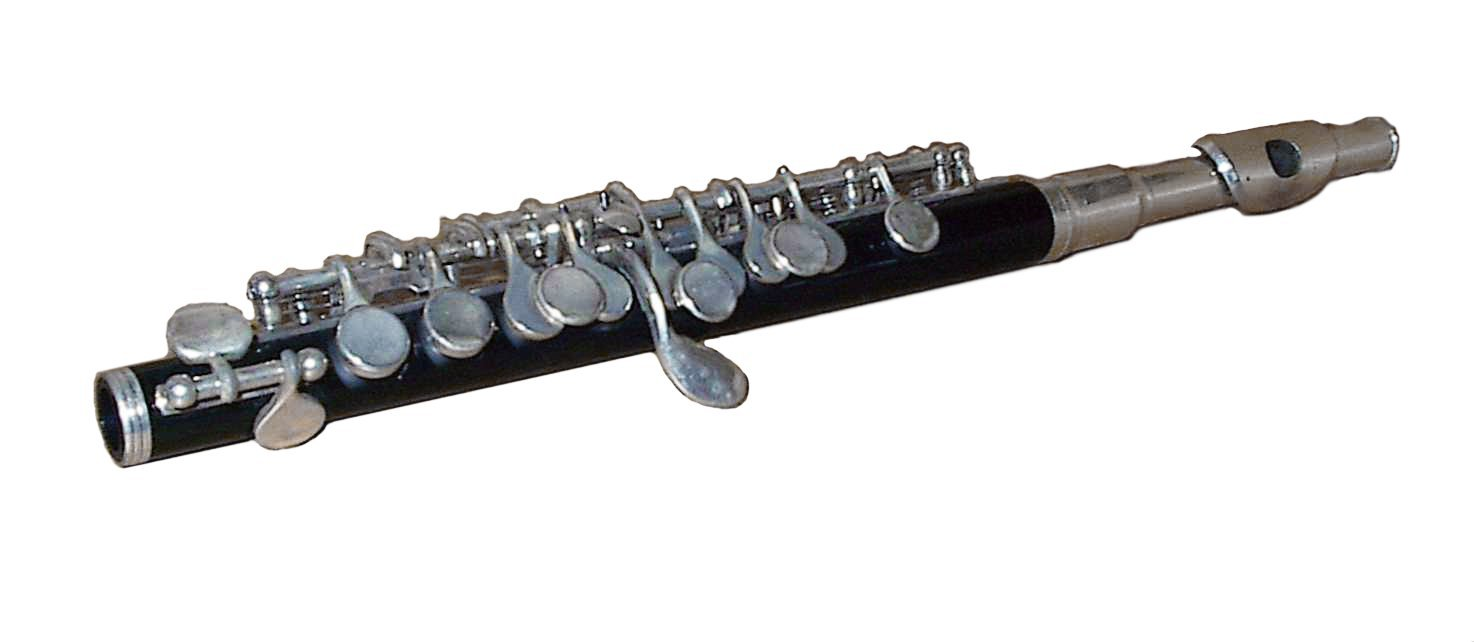
ピッコロ（YPC32）

  - サイレントブラス（金管楽器用無音・弱音システム）

- その他管楽器
  - リコーダー
  - ヴェノーヴァ

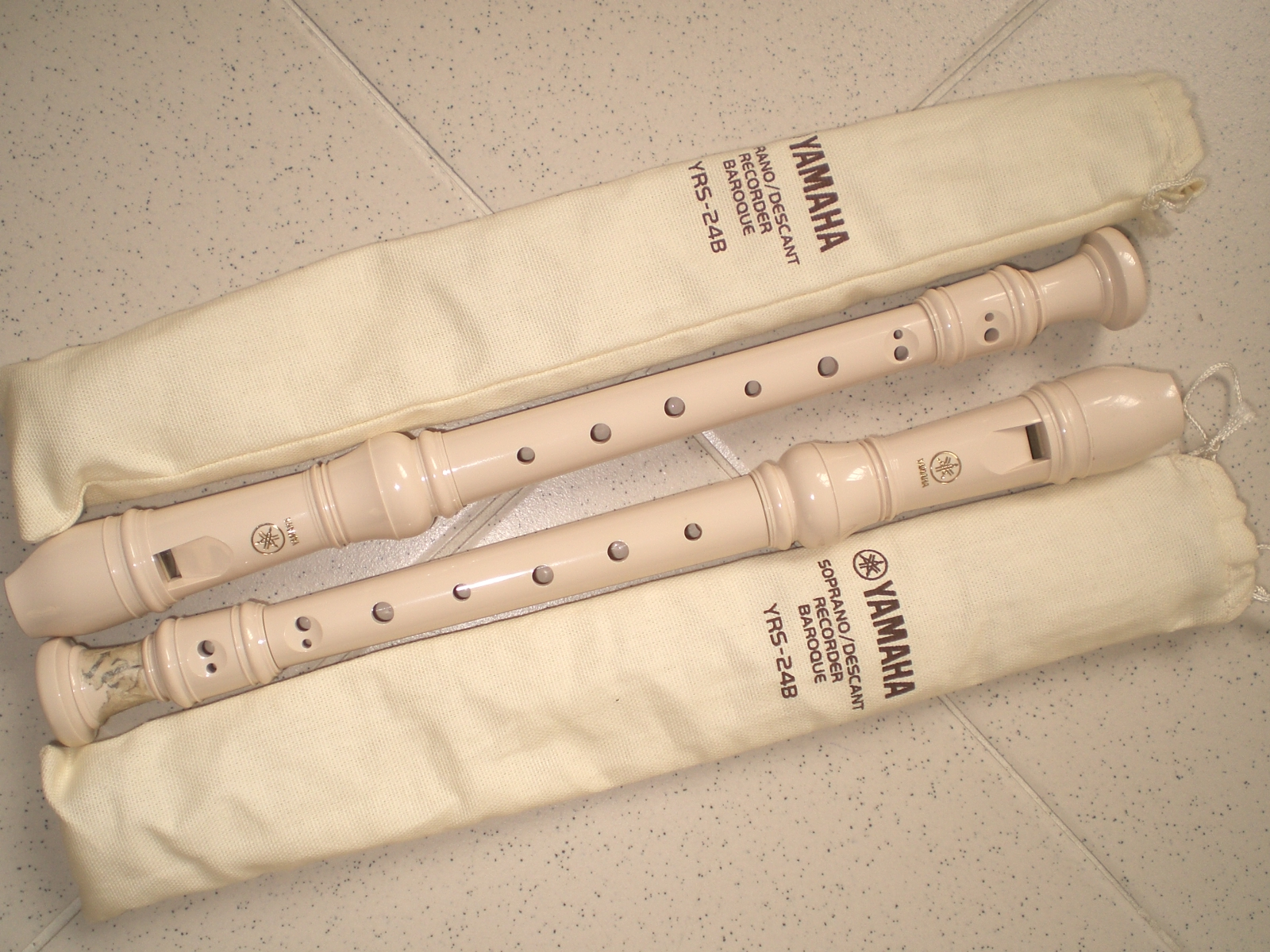
リコーダー

ウィーン・フィルハーモニー管弦楽団は伝統的なウィーン式の管楽器を使用し、それが同楽団の音の特徴のひとつにもなっているが、1970年代になると欧州は市場の限られたウィーン式の管楽器を製作する業者は深刻な後継者難に陥る。第一トランペット奏者のヴァルター・ジンガーが1973年のウィーン・フィル来日公演時にヤマハ銀座店を訪れてトランペットの製作を依頼したことをきっかけに、同楽団の奏者たちと伝統的なウィーン式の管楽器を共同開発する。以降、ウィーン・フィルのオーボエ、ホルン、フルートなどはヤマハが制作している。

### 教育楽器
- アコーディオン
- 鍵盤ハーモニカ 商品名：ピアニカ
- 教育用電子オルガン

### 防音室
- 防音室 アビテックス

### 各種アクセサリー
- メトロノーム
- チューニング・メーター
- 譜面台

|              |  |              |  |       |
| エレクトーン |  | クラビノーバ |  | Tyros |

### 業務用音響機器

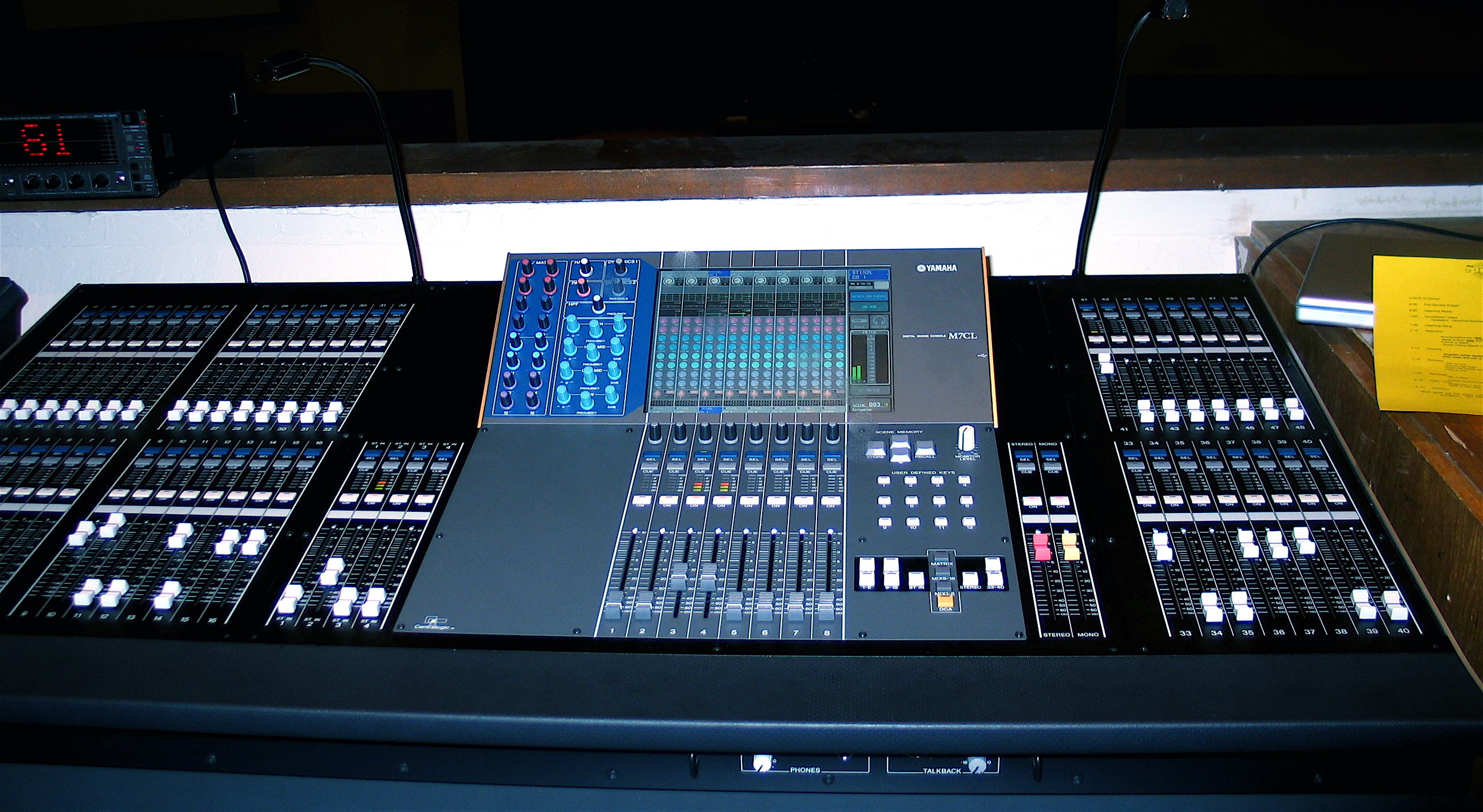
M7CL（ライブ用コンソール）

ミキシングコンソール、パワーアンプが知られている。デジタルエフェクトプロセッサーSPXシリーズ、モニタースピーカーNS-10Mシリーズは、業界標準とされている。
- ミキシング・コンソール
- スピーカーシステム
- パワーアンプリファイアー
- デジタルシグナルプロセッサ（DSP）
- ミュージックサイレン

### 音響機器・映像機器

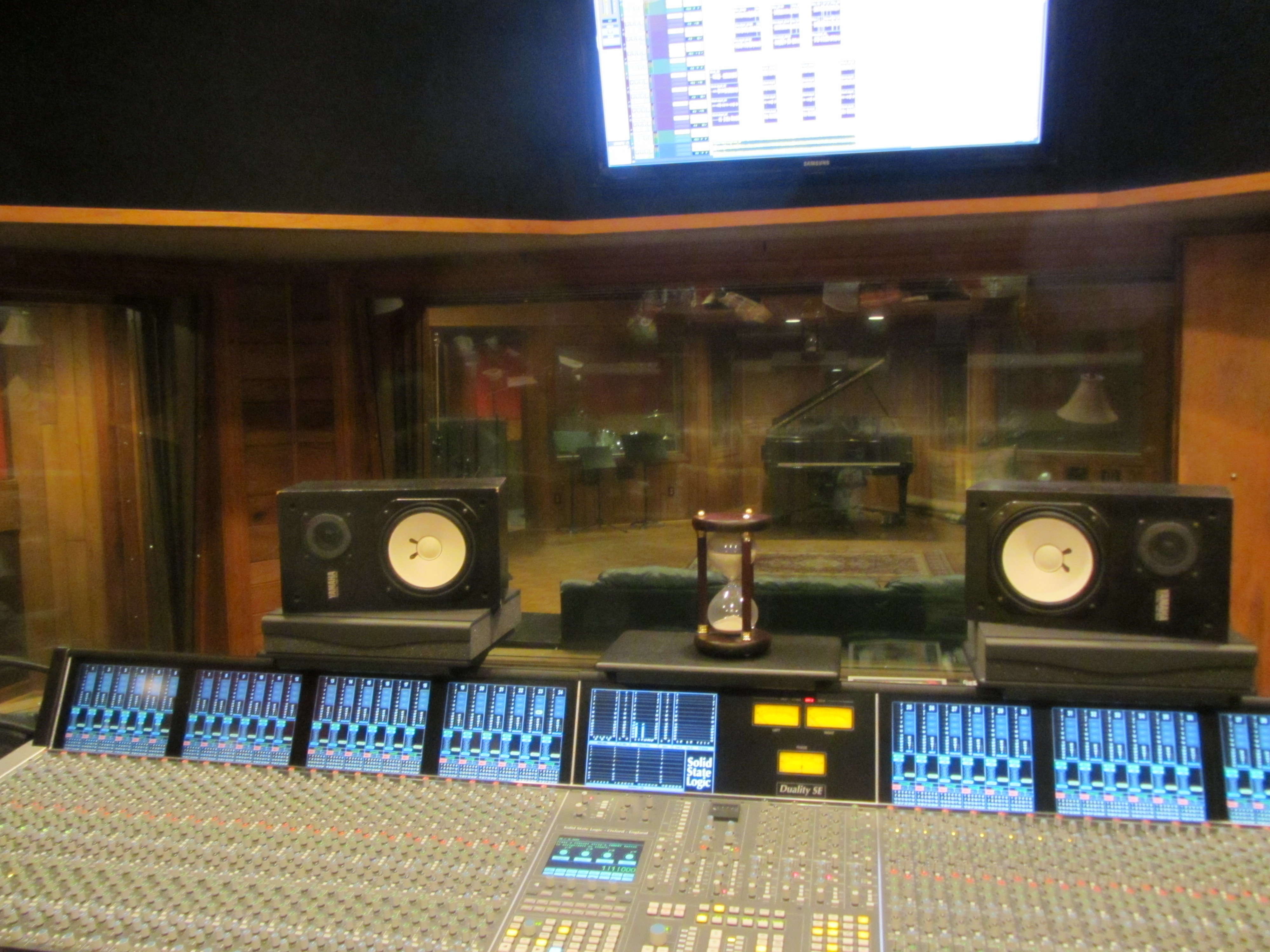
NS-10M（モニタースピーカー）

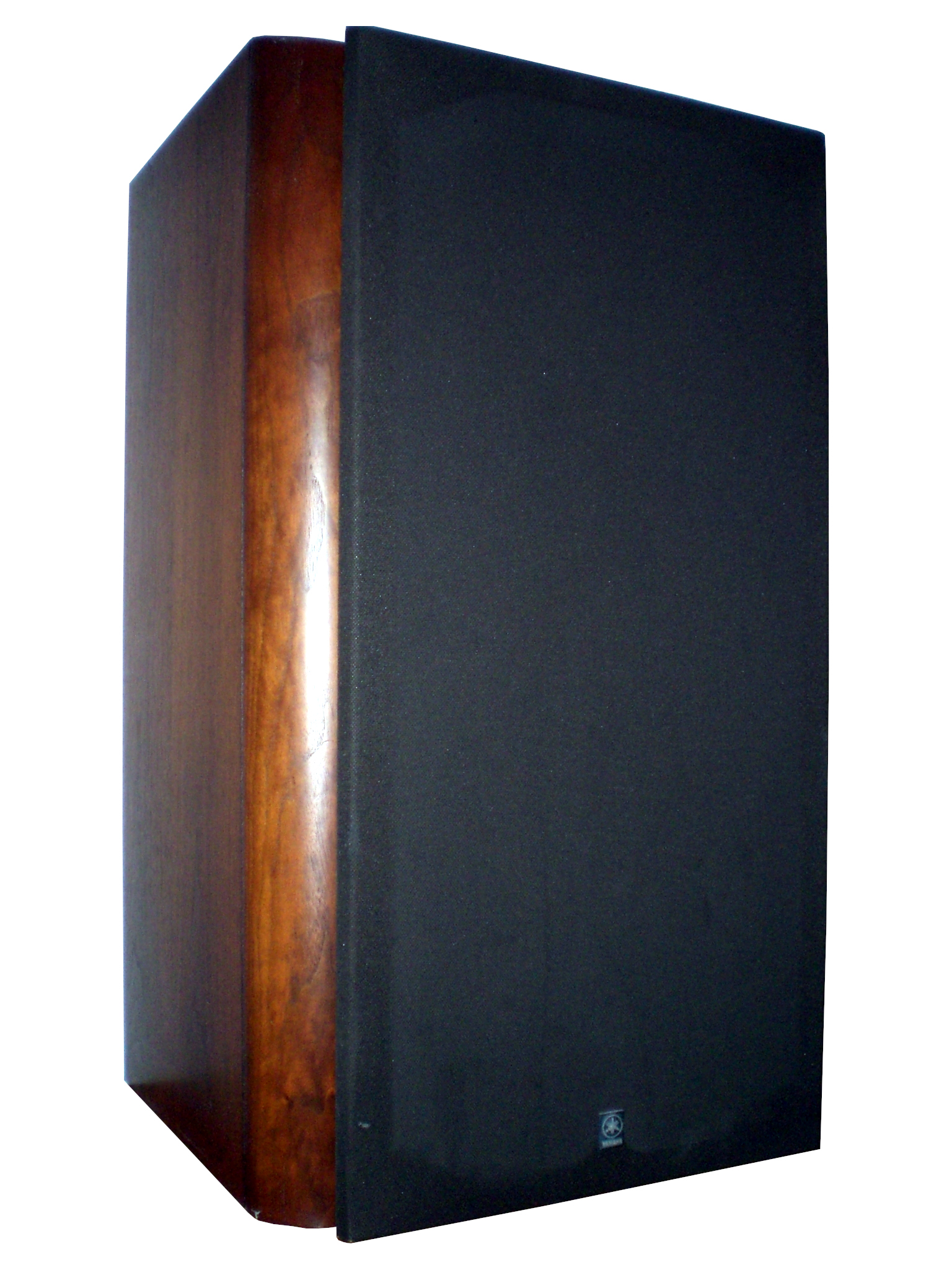
NS-2000

かつて、TDKからOEM供給でコンパクトカセット（カセットテープ）を発売していた。
- ホームシアターシステム
- アンプ
- スピーカー
楽器メーカーとして木材の加工ノウハウを持っていたことから、スピーカーは定評があった。特に銘機として名高いNS-1000Mは、一般家庭のみならず録音スタジオや放送局の音質評価（モニター）用にも使われ、1974年（昭和49年）の発売から1997年（平成9年）の生産完了までに20万組以上が出荷された。
- ヘッドフォン
- Hi-Fiコンポーネント
- レーザーディスクプレイヤー
1985年（昭和60年）に発売されたLV-X1は10万円を切る価格で水平解像度400本とコストパフォーマンスに優れ、パイオニアが寡占していたLDプレーヤー市場で好評を博した。
- なお、かつてはコンポーネントステレオも販売していたが、ヤマハの販売店でしか買えなかったこと、しかも価格は他社の同等品に比べるとかなり高かったことから[注釈 12]、現在では撤退している。

### 情報通信機器・電子部品

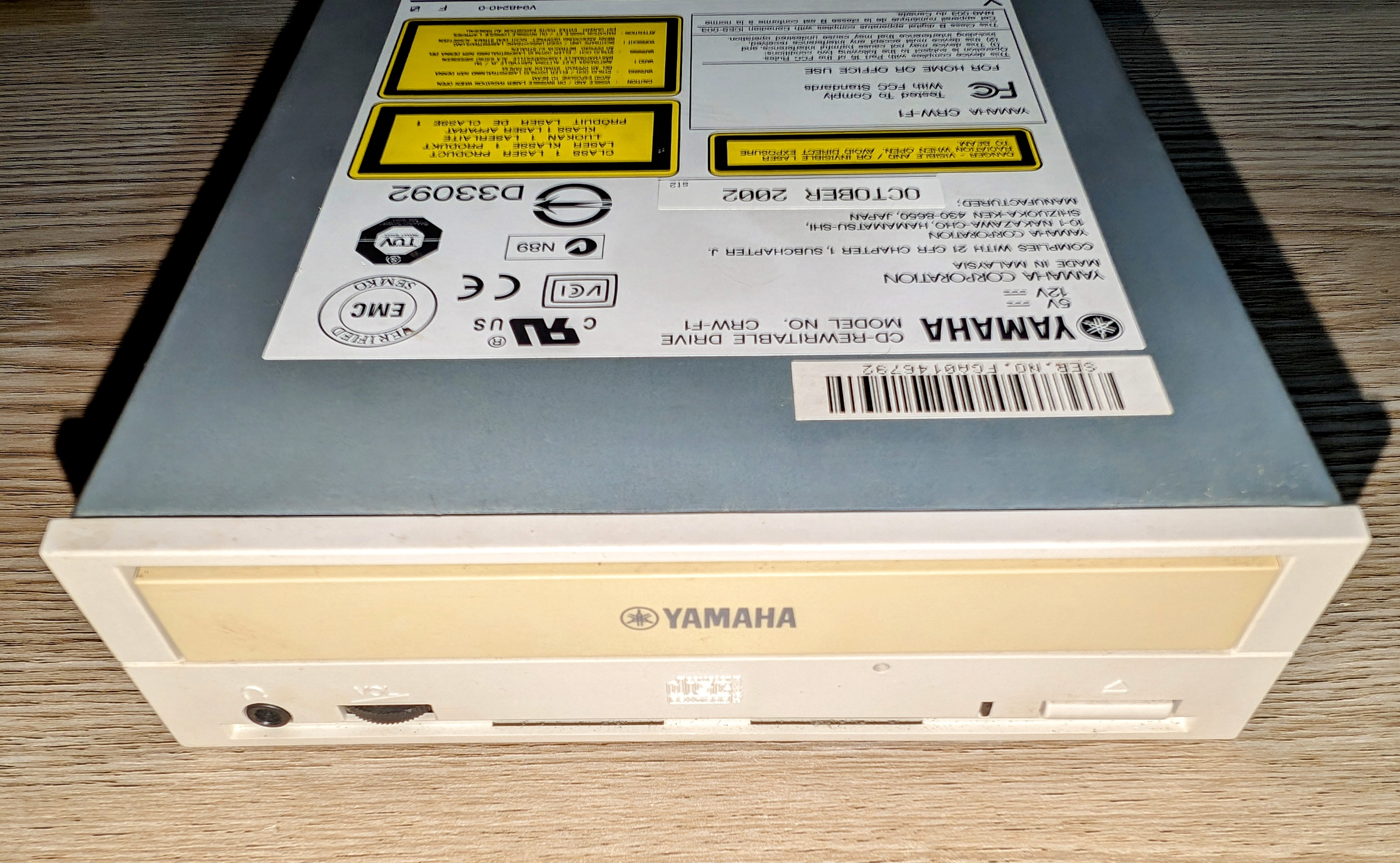
CRW-F1（CD-R/RWドライブ）

かつてはMSXやCD-RWドライブといったパソコンおよび関連製品を製造していたが、現在は撤退している。1995年（平成7年）に世界シェアの25%を誇ったハードディスクの磁気ヘッドも2000年（平成12年）に撤退している。
- ルーター・ファイアウォール
電子楽器の開発で培われた高度なデジタル信号処理技術を生かし、1987年（昭和62年）にアナログ回線用モデムLSIを発売して通信機器業界に参入した。当初は国内の販売実績が低かったが、米国で月当たりの販売数が20万となり通信用デバイスのヤマハの印象が定着した。その後、機能性の高いルータのRT100i、RTA50i、RTX1000などとその後継製品を次々に世に送り出し、国内で中規模ネットワーク向けのルータ販売数が高いシェアを占める[29]。2005年に発売されたRTX1100はRTX1000の後継にあたり、定番とされていたが、最大NATセッション数が4096と少なくWebアプリケーションの普及などから端末毎の消費セッション数の増大もあり、2008年に後継でほとんどの機能を扱えるWeb管理画面を備えたRTX1200[30] が発売され、RTX1210, RTX1220とマイナーチェンジの後、2022年には大幅に性能アップさせた10Gbps対応のRTX1300が発売された[31]。
  - 仮想ルーターvRX[32]
    - Amazon EC2インスタンス[33][34]
    - 「さくらのクラウド」の仮想サーバ[35]
    - 「VMware ESXi (VMware vSphere Hypervisor)」の仮想マシン[36]
    - IDCFクラウド[37]

  - RTシリーズ
  - RTXシリーズ
    - RTX810, RTX830, RTX840[38]
    - RTX1000, RTX1100, RTX1200, RTX1500, RTX1210, RTX1220[39], RTX1300[40]
    - RTX2000[41], RTX3000, RTX3500, RTX3510[42]
    - RTX5000

  - ファイアウォール
    - SRT100[43]
    - FWX120[44]

  - UTM
    - UTX100[45], UTX200[46]

  - VoIPルーター
    - NVR500, NVR700W, NVR510

  - RTVシリーズ
  - NetVolanteシリーズ
- L2スイッチ・L3スイッチ
  - SWXシリーズ[47]
- 無線LAN アクセスポイント
  - WLXシリーズ[48]
- 会議システム
同メーカーの持つ音声技術とネットワーク技術を組み合わせることによって、高品質な音声による会議システムを提供することを目玉とした製品群。2006年（平成18年）3月に世界初のアレイマイク/スピーカ一体型で高性能なエコーキャンセラーの搭載などを特徴とする、音声会議システムのPJP-100HとPJP-100UHをリリースし、10月にIPテレビ会議システムPJP-300Vなどを発売する。
  - PJPシリーズ

### 半導体

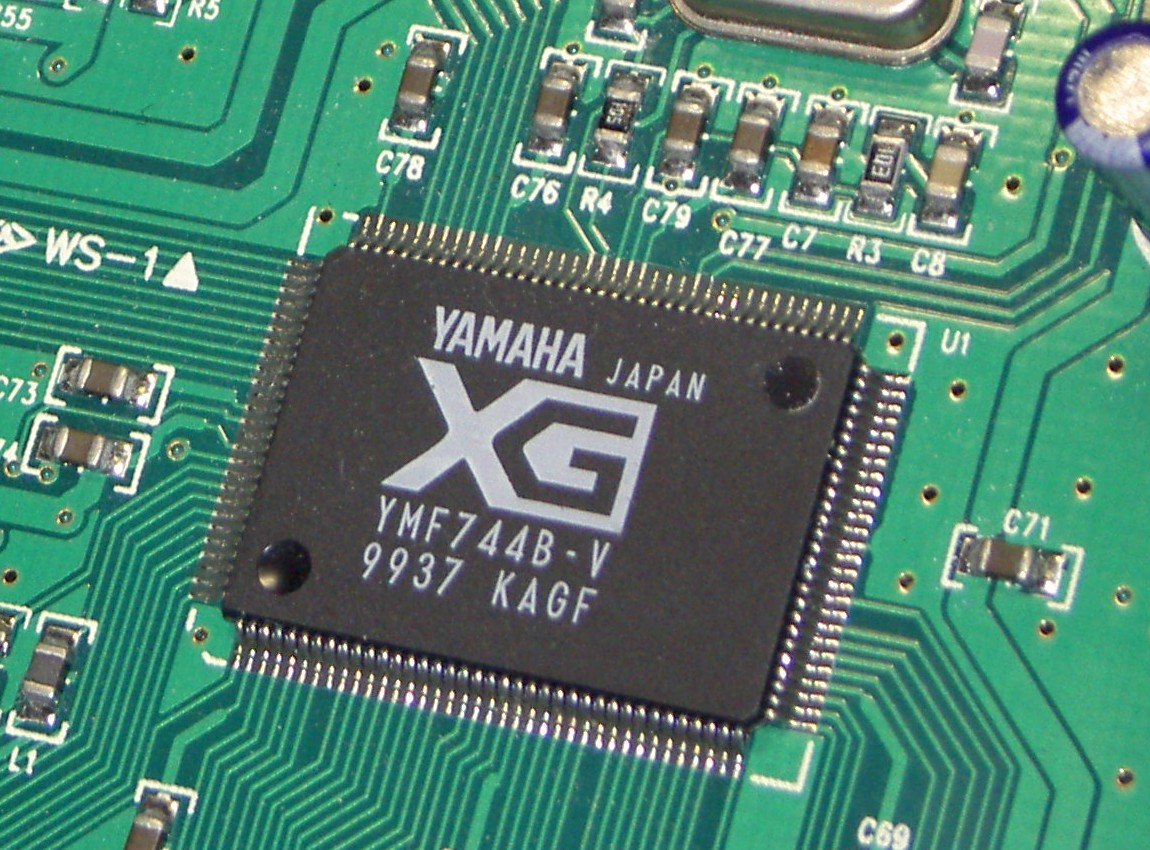
YMF744（YMF724の後継）

携帯電話用のSMAFフォーマット対応サウンド制御用LSI（ヤマハMAシリーズ。おもに一部のau（KDDI/沖縄セルラー電話）およびSoftBank向け端末。ドコモ向け端末はNEC製の一部機種に限られる）AudioEngineシリーズを開発している。かつてはFM音源を実用化し、数多くのパソコン、アーケードゲームやメガドライブなどのゲーム機に搭載されたことで知られている。1998年（平成10年）にパソコンのPCIバス用PCM音源チップ、YMF724を開発して発売し、半ハードウェアXG対応MIDI音源が搭載されて安価であることから自作パソコンマニアを中心に爆発的に普及した。現在は撤退している。
- モバイルオーディオ
- サウンドジェネレーターLSI（FM音源、PSGなど）
AudioEngineシリーズは、専用のデジタルアンプとバスレフ方式のスピーカーとセットになって、“YAMAHA サウンドシステム” の名称をつけられ、NEC製の一部ノートPCに搭載されている。
- 画像LSI
- 通信LSI
- オーディオシステムLSI (アンプ/DSP)
- LEDドライバ（アミューズメント機器向け）

### コンテンツ配信
- MySound
- モバイル・ヤマハ
- ゴルゴンゾーラ

### ヤマハが提唱した規格
- XGフォーマット
- mLAN
- SoundUD

## おもな使用ミュージシャン
国内
- 小室哲哉（グランドピアノ、MIDIピアノ）
- 上原ひろみ（グランドピアノ）
- 小林信吾（グランドピアノ、MIDIピアノ）
- 坂本龍一（MIDIピアノ、シンセサイザー）MIDIピアノの開発に協力
- 向谷実（シンセサイザー）
- 小野塚晃（シンセサイザー）
- 八神純子（キーボード）
- 桜井和寿（アコースティックギター LJ66custom）
- さだまさし（アコースティックギター）
- 石川鷹彦（アコースティックギター）
- 南こうせつ（アコースティックギター、S-51KOHSETSU-SPECIALほか）
- 中島みゆき（アコースティックギター、サイレントギター）
- 長渕剛（アコースティックギター）
- 岩沢厚治（アコースティックギター The FG Custom）
- 木根尚登（アコースティックギター）
- 大矢梨華子（アコースティックギター）
- ASKA（アコースティックギター、エレキギターVG Custom）
- 松本孝弘（アコースティックギター、エレキギターMG-Mシリーズ）
- 大石昌良（アコースティックギターLS36）
- 山本恭司（エレキギターHRシリーズ、SGシリーズ）
- 野呂一生（エレキギターIN-1）
- 北島健二（エレキギターKK-1、アコースティックピアノ）
- 手島いさむ（エレキギター）
- 古川望（エレキギター）
- 亀田誠治（エレキベース BB2024カメダバージョン等）
- 武田祐介 (エレキベース)
- しばたありぼぼ（エレキベース RBX4A2）
- 西村麻聡（エレキベース、アップライトベース、アコースティックギター、シンセサイザー、エレキピアノ）
- 葛城哲哉（エレキギター、アコースティックギター）
- 山田亘（ドラム）
- KATCHAN（ドラム）
- 神保彰（ドラム）
- 菅沼孝三（ドラム）
- 菅沼知子（ドラム）
- 阿部薫（ドラム）
- 上田雅利（ドラム）
- かみじょうちひろ（ドラム）
- 冨永義之（ドラム）
- 今井義頼（ドラム）
- 伊東たけし（サックス）
- 勝田一樹（サックス）

海外
- アリシア・キーズ（グランドピアノ）
- サラ・マクラクラン（グランドピアノ）
- ジャン＝マルク・ルイサダ（グランドピアノ）
- マリア・ジョアン・ピレシュ（グランドピアノ）ホールによりスタインウェイと使い分けている
- ビリー・シーン（エレキベースATTITUDE）
- ジョン・パティトゥッチ（エレキベースTRBJP、TRBJP2）
- ネイザン・イースト（エレキベースBBNE、BBNE2）
- コージー・パウエル（ドラム）
- スティーヴ・ガッド（ドラム）
- デイヴ・ウェックル（ドラム）
- スティーヴ・ジョーダン（ドラム）
- デヴィッド・ガリバルディ（ドラム）
- トミー・アルドリッジ（ドラム）
- リック・アレン（ドラム）

## かつて使用していたミュージシャン
- 高中正義（エレキギター）
- 是方博邦（エレキギター）
- 佐橋佳幸（エレキギター）
- 櫻井哲夫（エレキベース）
- 小室哲哉（シンセサイザー）
- 浅倉大介（シンセサイザー）
- 木根尚登（エレキギター）
- パッパラー河合（エレキギター MG-K、PACIFICA）
- 玉置浩二（エレキギター）
- 車谷浩司（エレキギター）
- 村上啓介（エレキギター）
- 池間史規（エレキベース）
- 加川良（アコースティックギター）
- 岡崎律子（グランドピアノ、シンセサイザー）
- THE ALFEE（ギター、ベース）
- マイケル・アンソニー（エレキベース）
- 則竹裕之（ドラム）
- エルヴィン・ジョーンズ（ドラム）
- ジェフ・ポーカロ（ドラム）
- ヴィニー・カリウタ（ドラム）
- ピーター・アースキン（ドラム）
- COSMOS-keyboards trio-（田中裕美子・海江田ろまん・土居慶子）（シンセサイザー・エレクトーン）
- カルロス・サンタナ（エレキギター）
- ロバート・フリップ（アコースティックギター）
- スヴャトスラフ・リヒテル（グランドピアノ）[49]
- グレン・グールド（グランドピアノ）（遺作のゴールドベルグ変奏曲はヤマハで録音されている）
- ポール・マッカートニー（エレキベース BB1200L）

## 音楽教室
- ヤマハ音楽振興会が「ヤマハ音楽教室」の名称でカリキュラムを定めて運営しており、ヤマハ完全子会社のヤマハミュージックリテイリング店舗や約1,400店ある特約店で実施されている。2004年（平成16年）時点での生徒数は50万人。
- 中国、韓国で直営による音楽教室を開設している。

## コンサートホール
- 東京都中央区銀座7丁目のヤマハ銀座ビル（ヤマハミュージックリテイリングが運営するヤマハ銀座店が核テナント）に「ヤマハホール」が設置されている。他にも静岡県浜松市中央区鍛治町と愛知県名古屋市中区錦にもホールが存在する。

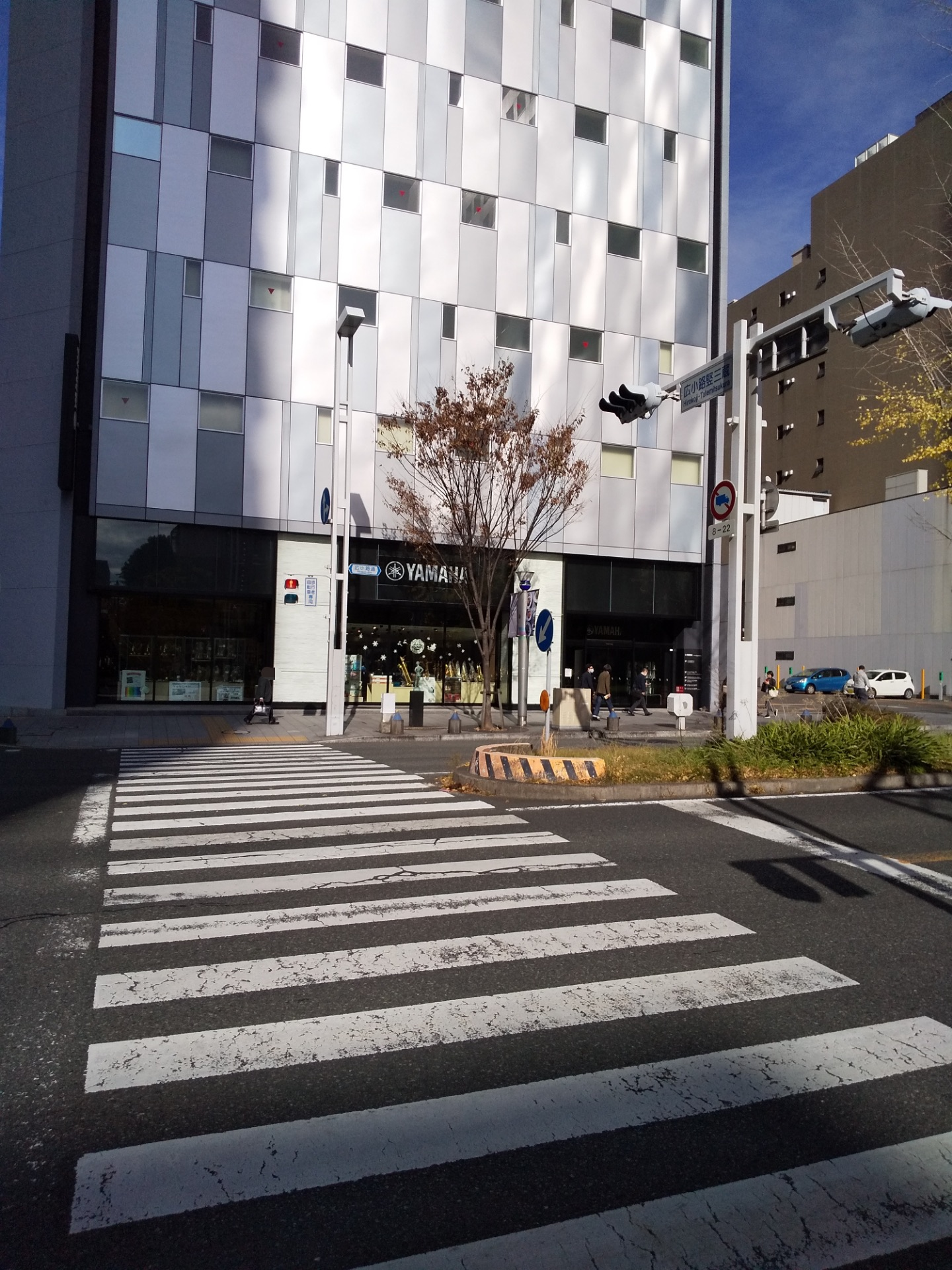
名古屋のメインストリート、広小路通（県道60号）に面したヤマハ名古屋ビル。同ビルの8階にヤマハ名古屋ホール（旧・広小路ヤマハホール）が入居する。

## 音楽事業
- 1925年（大正14年）に横浜工場が「パイオニヤレコード」のレーベルで短期間レコード制作を行ったあと、音楽ソフト事業からいったん撤退した。
- 戦後は、ヤマハ音楽振興会によりアーティスト発掘と原盤制作が行われ、様々なレコード会社へ原盤供給を行っていた。
- 2007年（平成19年）6月に音楽ソフト事業を統括する子会社のヤマハミュージックエンタテインメントホールディングスを設立し、各音楽ソフト事業子会社を統括会社の傘下に移す。
- 傘下のレコード会社ヤマハミュージックコミュニケーションズ（YMC）に中島みゆき、矢野顕子らが所属している。

## リビング事業
ピアノ製造の木材加工のノウハウから高級家具を製造したことからはじまり、1991年（平成3年）にヤマハリビングテック（YLT）を設立し分社化。ユニットバス、システムキッチン等の製品を製造販売していた。家具については1992年（平成4年）にシステム家具の販売取り止めを決定、品目の絞り込みを行った末2005年3月に受注・生産を終了した。
2010年（平成22年）にリストラの一環でヤマハはYLT持株85.1%を日本産業パートナーズと外資系投資ファンド3社へ売却。この時点でYAMAHAブランドおよび社名は継続されたが、実質的に経営から撤退。その後、YLTによるヤマハおよび投資ファンドの出資分についてのMBO実施、2013年10月1日付の「トクラス」への社名変更 により、名実ともに住宅機器事業から撤退した。

## 自動車関連
- おもにトヨタ自動車（レクサスも含む）向けの高級車の内装木工パネルを製造している。
- レクサス・LFAの室内エンジンサウンド開発をヤマハ発動機とともに共同参画し、内装カーボンパネルも納入した。
- 三菱・アウトランダーのPHEVモデルに、三菱自動車工業と共同開発したオーディオシステムが搭載されている。

## スポーツ用品
アーチェリー用具の開発から始まり、FRP成形技術を活かしてスキー板、テニスラケットを製造していた。1997年（平成9年）にスポーツ事業部を廃止し、スキー板・スキー用品・テニスラケットから撤退。2002年（平成14年）にアーチェリー用具からも撤退。現在はゴルフHS事業推進室によるゴルフクラブのみとなっている。マリンスポーツは系列外のヤマハ発動機が管掌している。

## ゴルフクラブ契約選手
- 藤田寛之
- 今平周吾
- 岡部祐太
- 有村智恵
- 永井花奈
- 植竹希望
- 福田真未
- 篠原まりあ
- 高木優奈
- 森岡紋加
- 中村香織
- 藤野オリエ

## アナウンス・発車メロディー
- 1989年3月に従来の発車ベルを代替し、ヤマハ製の発車メロディーが渋谷駅と新宿駅それぞれで導入された。1990年（平成2年）に水戸駅で、JR東日本で4番目に発車メロディが採用された。渋谷と新宿はピアノや鈴、ハープなどの音色であった。その後放送機器の老朽化を理由に順次テイチク製への置き換えが行われ、現在は水戸駅（8番線を除く）のみである。
- 2014年9月に音のユニバーサルデザイン化支援システム「おもてなしガイド」を発表する。SoundUD規格を活用し、対応するアナウンス音声がスマートフォンのアプリにより多言語文字で表示される。2015年5月のミラノ万博日本館で公式採用され、全国の空港、鉄道会社、バス会社、商業施設、観光施設で導入されている。2016年6月に自治体初の連携を京都府と京都市と行なった。2016年12月に「平成28年度バリアフリー・ユニバーサルデザイン推進功労者表彰」で「内閣府特命担当 大臣奨励賞」を受賞した。

## 子会社・関連会社・法人
- ベーゼンドルファー
- スタインバーグ
- ネキソ
- Line 6
- アンペグ
- レボラブズ
- 株式会社ヤマハリゾート - 2011年（平成23年）4月1日に株式会社葛城と株式会社つま恋が合併して誕生、旧・ヤマハリゾートは2002年（平成14年）にヤマハ本体に吸収合併され解散。
- 株式会社ヤマハミュージッククラフト北海道（旧:北見木材株式会社、北海道紋別郡遠軽町）
- 株式会社ヤマハミュージッククラフト秋田（旧:桜庭木材株式会社、北秋田市）
- ヤマハサウンドシステム株式会社（中央区）
- ヤマハハイテックデザイン株式会社（磐田市）
- ヤマハ発動機株式会社（磐田市） - 敵対的買収防止のため出資比率を下げた代わりに、株式の相互持合いを開始、現在信託分・自己保有を除いた上での当社筆頭株主[53]
- ヤマハピアノサービス株式会社（浜松市中央区）
- 株式会社ヤマハコーポレートサービス（浜松市中央区）
- ヤマハファインテック株式会社（浜松市中央区）
- 株式会社ヤマハミュージックエンタテインメントホールディングス（渋谷区：出版事業、音楽配信事業、音楽プロダクション事業、音楽出版事業、レーベル事業）
  - 株式会社ヤマハミュージックコミュニケーションズ（渋谷区：音声・映像ソフトの企画・制作・製造・販売）
- 株式会社 ヤマハミュージックリテイリング（港区：楽器販売、音楽教室等）
- 株式会社ヤマハミュージックマニュファクチュアリング（磐田市）
- 株式会社ヤマハミュージックジャパン（港区：国内における楽器・音響機器販売および教室事業）
- 株式会社ヤマハアイワークス（浜松市中央区）
- 一般財団法人ヤマハ音楽振興会

## 不祥事・事件

### 役員のパワーハラスメントによる社員の自殺
2020年1月、ヤマハの研究開発部門に所属する30代の男性社員が、上司にあたる50代の執行役員のパワーハラスメントにより自殺した。ヤマハや関係者によると、男性社員は2019年4月に課長に昇任。同年6月ごろから執行役員による厳しい指導が目立ち始め、男性社員は体調を崩して11月から休職して療養していたが、2020年1月に自殺した。2019年末、社内の通報窓口に執行役員がパワハラ行為をしているとの情報が寄せられ、ヤマハは調査を開始。その直後に男性社員が自殺したため、外部の弁護士も交えた調査の結果、執行役員の行為はパワハラに該当し、自殺の原因になったと認定された。ヤマハは遺族に謝罪し、執行役員を2020年3月末で退任扱いにした。

## テレビ番組
- 日経スペシャル カンブリア宮殿 音楽教室で文化を育て楽器市場開拓！ ヤマハの音楽文化戦略（2015年9月3日、テレビ東京）[56]